# ニーア オートマタ
『ニーア オートマタ』（NieR:Automata）は、プラチナゲームズが開発しスクウェア・エニックスが販売しているアクションRPG。日本で2017年2月23日に、米国で3月7日に、欧州で3月10日にPlayStation 4版が発売され、3月17日にはSteamにてWindows版も発売された。また2018年にはXbox One版が発売され、2022年にはNintendo Switchへも移植されている。

## 概要
2010年にスクウェア・エニックスから発売されたPS3/Xbox 360用アクションRPG『ニーア ゲシュタルト/レプリカント』の後継作品であり、2015年6月16日に「E3 2015」のプレスカンファレンスにて『NieR New Project』として発表された後、『ニーア オートマタ』のタイトルで2017年2月23日に発売された。
タイトルに使われている「オートマタ」とは「自動人形」の意。当初は「アンドロイズ」を予定していたが「Android」が商標の関係で利用できず、代わりとして複数の候補を挙げた上で選ばれたのが「オートマタ」であった。また「NieR2」としなかった理由について、ディレクターのヨコオは「前作に触れていなくても問題なく遊べる内容になっているため」としている。
主要なスタッフのうち、プロデューサーを齊藤陽介、ディレクターをヨコオタロウ、音楽を岡部啓一とMONACAが前作『ニーア ゲシュタルト/レプリカント』に引き続き手掛けるが、メインキャラクターデザイナーに吉田明彦、サブキャラクターデザイナーに板鼻利幸・永井悠也らを新たに起用し、開発もプラチナゲームズへと変更されている。
前作にあった一部ステージでのカメラワークの固定、サウンドノベルパート、「イクラ弾」や「イクラ弾幕」と形容される敵の攻撃などの特徴は今作にも受け継がれており、ジャンルこそアクションRPGとされているがそのゲーム性は多岐にわたる。本作からの新要素の一つとしてはオートモードが挙げられ、これはキャラクターが敵に接近すると自動で攻撃や回避をしてくれるというものである。
物語は『ニーア ゲシュタルト/レプリカント』の時代から数千年後、異星人の侵略によって人類が月へと追われた世界が舞台となり、地球の奪還を目指す人類側が製造したアンドロイド兵士と、異星人が製造した兵器・機械生命体による代理戦争然とした戦いと、その中で主人公たちが世界の真実と自分たちが生まれてきた意味を知っていく様子が描かれる。
公式サイト掲載のキャッチコピーは「これは呪いか。それとも罰か。」、TV-CMのキャッチコピーは「命もないのに、殺しあう。」。
販売初週の国内売上は約20万本を記録。また世界累計での出荷・ダウンロード販売本数は2017年4月4日の時点で100万本に達し、2024年12月には900万本超を達成した。
舞台化や漫画化がされているほか、発売から5周年となる2022年2月23日にはテレビアニメ化が発表された。

## 各エディション
通常版（PS4、Steam）の後に発売されたものは各プラットフォームによって、タイトル、収録内容、一部仕様などが若干異なる。ストーリーやゲームシステムの違いはない。
共通して、追加ダウンロードコンテンツの『3C3C1D119440927』が標準収録され、アクセサリーやポッドスキンといったアイテム特典が追加されている。

### BECOME AS GODS Edition
プラットフォーム：Xbox One、Xbox Game Pass、Microsoft Store、PC Game Pass
2018年6月26日にXbox One版が発売。2020年4月14日にXbox Game Passで配信開始。2021年3月18日にMicrosoft Storeで発売されるのと同時にPC Game Passでも配信開始された。Xbox Game PassとPC Game Passでは2022年3月15日に配信を終了した。
ダウンロード販売のみであり、パッケージ版は存在しない。

### Game of the YoRHa Edition
プラットフォーム：PlayStation 4、Steam
2019年2月21日にPS4版が、同年2月27日にはSteam版が発売された。
『BECOME AS GODS Edition』よりアクセサリーの追加数が若干多い程度で、それ以外に大きな違いはない。本作の発売にともない販売価格の改定が行われ、合わせて『BECOME AS GODS Edition』も値下げされた。
パッケージデザインはオリジナル版と若干異なり、2Bと9Sの目隠しが外れたイラストとなっている。

### The End of YoRHa Edition
プラットフォーム：Nintendo Switch
2022年10月6日発売。
Switchへの移植を担当した開発会社はVirtuos。他ハードとは異なりフレームレートは30fpsである。
他エディションにはないコンテンツ『6C2P4A118680823』が収録され、新たに6種類のコスチューム、4種類のアクセサリー、2種類のポッドスキンが追加される。
パッケージデザインはリバーシブル仕様。表面のイラストは『Game of the YoRHa Edition』のものと同じである。
ドラッグオンドラグーンシリーズ・ニーアシリーズとしては初の任天堂ハードでのリリースとなる。

## ゲームシステム

### 基本
プレイヤーは荒廃した地球を舞台に、シナリオの進行に合わせて2B・9S・A2の3名を操作キャラクターとして探索・戦闘を行う。カメラは操作キャラクター後方からの三人称視点が基本となるが、一部のステージや戦闘では自動的にトップビュー、もしくはサイドビューに移行する。
フィールドはオープンワールドとなっており、シームレスに繋がった世界をロードなしで自由に移動することができる。またゲーム中盤からはファストトラベル機能も開放され、短いロード時間を挟んで離れた場所へと瞬時に移動できるようになる。水辺では釣りができ、その取得物には特定の釣場でないと入手できないものもある。またフィールド上にいる動物には特定のアイテムを与えて騎乗し、移動手段とすることができる。
RPGの要素としては、経験値によるレベルの上昇、アイテムの収集・売買、NPCとの会話によるサブクエストの発生などが挙げられる。チュートリアルを除けば発生したサブクエストの進行状況がメインシナリオに干渉することは無いが、その内容には様々なものが用意されており、キャラクターや世界の魅力を描く一助となっている。
また、本作はオートセーブ機能を採用しておらず、ゲームデータの保存はフィールド上に設置された「アクセスポイント」と呼ばれるセーブポイントでの手動セーブが主となる。これは前作『ニーア ゲシュタルト/レプリカント』の際に上がった「手動セーブなんて古臭い」という意見に対してディレクターのヨコオが「絶対に次も入れてやる」と反発した結果であり、ゲームデザイナーの田浦は「オートセーブは入れたかった」と語っている。

### 戦闘
戦闘は地上戦、空中戦、ハッキングの3種類に大きく分けられる。地上戦はフィールド上に設置された敵とのリアルタイムバトルであり、この作品の特徴である多彩なアクションを行える。空中戦は飛行形態時は縦スクロールの、機動形態時は全方位のシューティングで行われる。ハッキングも全方位シューティングではあるが、空中戦とは異なりミニゲーム的な要素が強い。
地上戦
□ボタンのスピードアタック、△ボタンのヘビーアタックを基本に、ジャンプ、回避、ポッド射撃、ポッド・プログラムなどを組み合わせて行う。
装備できる武器は小型剣、大型剣、槍、格闘の4種類が用意されており、スピードアタックとヘビーアタックにそれぞれ任意の武器、もしくは素手状態を設定することができる。また装備は2セット保存することができ、これらはコンボの途中でも切り替えることができる。
同じ武器種でもスピードアタックとヘビーアタックのどちらに設定するかでモーションが変わり、武器種の組み合わせによるコンボ内容の変化と合わせて多様なアクションを行えるようになっている。
ジャスト回避
敵の攻撃をタイミングよく回避できると発生し、特殊なカウンター攻撃を行える。
チャージアタック
スピードアタック、もしくはヘビーアタックの長押しで通常とは異なった攻撃が発生する。
フィニッシュブロー
敵のダウン時に○ボタンを押すことで高威力の追撃を行える。
ポッド射撃
ポッドと呼ばれる小型随行支援ユニットによる遠距離攻撃。ガトリング弾、レーザー、ミサイル弾の3種類がある。継続して撃ち続けることができるが、武器による近接攻撃に比べると一撃のダメージは低い。
ポッド・プログラム
ポッドにセットすることで使用できるスキル。敵にダメージを与えるものの他、敵の行動を阻害するものや、プレイヤーのHPを回復するものなどがある。概ね攻撃力や範囲に優れているが、使用するとクールタイムが発生する。
自爆
2Bと9Sでのみ使用可能。発動すると周辺に大ダメージを与えることができるが、代わりに自身の残りHPが1になり一定時間動けなくなる。
バーサーカーモード
A2でのみ使用可能。発動すると周囲に大ダメージを与え、HPが減り続ける代わりに攻撃力が上昇。さらに回避モーションに攻撃判定が付与される。モードの任意解除はできず、HPが1になると強制的に終了する。
挑発
敵へ向けてポッドのライトを点滅させると発動。A2のみ、□ボタン長押しでも発動できる。一定時間、敵の攻撃力が上昇する代わりに防御力が下がる。
空中戦
飛行ユニット搭乗中に行われる戦闘。R1ボタンでの射撃を基本に、□ボタンでの近接攻撃、回避、ミサイルの全弾発射などを組み合わせて行う。射撃の種類はポッドに依存し、地上戦闘時と同様にガトリング弾、レーザー、ミサイル弾の3種類を使い分けることができる。
ハッキング
9Sでのみ使用可能。ハッキング可能な対象へ△ボタンを長押しすることで発動。ハッキングに入ると多方向スクロールシューティングが始まり、ステージ内にあるコアにあたるものを撃破することで成功となる。成功すると敵に大ダメージを与えることができるほか、ロックされていた扉や宝箱を解錠することもできる。この操作がある関係上、9Sには武器装備のヘビーアタック枠が存在しない。
また敵へのハッキング開始時に9Sが発見されていなかった場合、成功後に対象を爆破し大ダメージを与える「爆破」、対象を味方と化し自動で敵を攻撃させるようにする「従属化」、プレイヤーが対象を自由に操作できるようになる「リモート操作」のいずれかを選ぶことができる。

### 強化・育成
戦闘やサブクエストなどによって得た経験値によるキャラクターレベルの上昇以外に、武器の強化や「プラグイン・チップ」による自機のカスタマイズが行える。
武器のレベルアップ
強化に必要な素材と金銭を用意することで最大でLV.4まで上げられる。強化をすると武器の攻撃力が上昇するほかに、その武器にまつわる逸話やショートストーリーが書かれた「ウェポンストーリー」が開放されていく。またLV.4になると武器ごとに固定の特殊効果が発現する。
ポッドの強化
武器と同様で強化に必要な素材と金銭を用意することで可能になり、こちらも最大でLV.4まで上げられる。LV.4まで強化すると一種の溜め攻撃のようなものが行えるようになる。
プラグイン・チップ
ショップでの購入、または敵からのドロップやクエストの報酬として入手した「チップ」を最大で128ある装備スロットにセットすることで、基礎パラメーターの向上や補助効果の付与を行える。
攻撃力やHPなどのパラメーターを上げるもの、攻撃時に追加で衝撃波を放つもの、ドロップされたアイテムを自動で回収するものなど、様々な種類のチップがある。また同名のチップでも値無しから+8までのレベルがあり、装備コストも4〜34と幅広い。高レベルのものは効果が高い分、装備コストが重くなる傾向がある。

### その他の要素
難易度の選択
難易度はEASY、NORMAL、HARD、VERY HARDの4種類から選択でき、ゲームのプレイ中でもシューティングパートを除くほぼ全ての状況で変更することができる。難易度によって後述するオートモードの使用ができるか否か、敵のステータスが変化する程度の違いはあるが、ストーリー内容や取得できる武器、アイテムなどに変化は無い。
オートモード
難易度EASYのときのみ使用できる。ゲーム開始時に「オート攻撃」「オート射撃」「オート回避」「オートプログラム」「オート武器切り替え」のプラグイン・チップが支給され、いずれか一つでもセットすることでオートモードが起動。チップごとに対応する行動をAIが自動で行うようになる。AIの自動行動中もプレイヤーの任意操作で割り込むことが可能であり、その場合はAIの行動よりプレイヤーが入力した行動の方が優先される。
ただし、一部の自動行動は任意操作よりも性能が低下する（例えば射撃の場合、任意操作では全弾狙い通りの場所に着弾するが、自動行動では弾の集弾率が低下し拡散するようになる）。
ヨコオはこのシステムについて、「『ベヨネッタ』にあったベリーイージー・オートマチックモードをさらに発展させたもの」だと「東京ゲームショウ 2016」で開かれたイベントの中で述べ、田浦は「ゲームのイベントシーンをスキップできるように、戦闘をスキップできるようにしてもよいのではと考えて実装した」としている。
義体システム
プレイヤーが死亡すると、その場所に義体と呼ばれる亡骸が残される。これには死亡時に装備していたチップが残されており、アクセスして「回収」することで紛失時の状態に戻ることができるほか、「修理」を行うことでその義体を味方として連れ歩くこともできる（最大1体まで）。回収する前に再び死亡、もしくは長時間回収しないでいた場合、その義体はチップとともに消滅してしまう。C/Dルートはストーリー展開の関係上、死亡すると義体は残らずゲームオーバーとなってしまい、最後にセーブした所まで戻されてしまう。
また、ネットワーク機能をONにした場合は他のプレイヤーの義体も表示されるようになる。他者の義体は「回収」をするとその義体が死亡時に装備していたチップからランダムで3つの効果が一定時間付与され、「修理」を行うと自身の義体と同様に、最大で1体を仲間として連れて行くことができる。このほか、他者の義体にのみ「黙祷」が選択でき、これを行うと義体の持ち主のHPが全快し、アイテムが届く。

## ストーリー
今作も前作と同様にマルチエンディング方式が採用されており、周回を重ねることで見られる物語が変化する。エンディングはAからZまでの全26種類が存在し、AからEが周回ごとの正規エンディング、FからZは特定の行動を行うと発生するバッドエンディングとなっている。
ここでは『NieR：Automata Strategy Guide ニーア オートマタ 攻略設定資料集 ≪第243次降下作戦指令書≫』での表記に準拠し、1周目と2周目をそれぞれAルート、Bルート、3周目以降をC/Dルートと呼称する。
テレビアニメ版(後述)では若干内容が異なっている。

### プロローグ
西暦5012年。突如として地球にエイリアンが襲来し、侵略を開始。人類はエイリアンと彼らが繰り出す兵器「機械生命体」の手によって地上を追われ、月への退避を余儀なくされる。
生き延びた人類は奪われた地球を取り戻すため、アンドロイド兵士による抵抗軍を結成。衛星軌道上に設置した基地群から反抗を開始するが、十数回に渡る大規模降下作戦を経てもなお決定的打撃を与えることができず、戦況は数千年に渡り膠着していた。
この状況を打破するため、人類は決戦兵器として新型アンドロイド兵士「ヨルハ機体」を開発。それらから成る「YoRHa（ヨルハ）部隊」が編成され、戦線へと投入されることとなる。

### Aルート
西暦11945年。ヨルハ部隊の隊員「2B」と「9S」は、第243次降下作戦を経て共同で地上の情報収集任務にあたることとなり、その中でこれまでの機械生命体とは全く異なる、アンドロイドに酷似した人型の機械生命体や、「美」の意識を持ち自身を飾ろうとする狂った機械生命体「ボーヴォワール」、そして戦う意思を持たない平和主義の機械生命体「パスカル」などと出会う。
人型の機械生命体は後に自ら「アダム」と「イヴ」と名乗るようになり、アダムは自身がもつ人間への強い興味と「死」の概念を理解したいという思いを満たすため、9Sを人質にとって2Bに戦いを挑む。2Bは一騎打ちの末にアダムを撃破して9Sを奪還し、アダムは機械生命体が味わうはずのない「死」を体感して満足げに事切れる。一方弟のイヴは兄を失ったことにより激しい怒りと悲しみを覚え、暴走を始める。
2Bと9Sは死闘の末に暴走するイヴの撃破に成功するが、その際に9Sがデータ汚染を受けてしまう。バックアップを取らずに死ねば現在の記憶は失われてしまうが、汚染されたデータをバンカーにアップロードするわけにもいかず、記憶を失うことを覚悟の上で9Sは2Bに介錯を頼む。9Sをその手にかけた2Bが悲嘆に暮れていると、突如機能を停止していたはずの機械生命体たちの残骸が共鳴を始める。動き出した機械生命体へ刃を向ける2Bだったが、その機体は9Sの声で彼女を制止した。彼のパーソナルデータはハッキングを行った際に機械生命体のネットワーク上に残っており、そこで自我も再形成されていたのだ。
Aエンディング（flowers for m[A]chines）
戦いが終わり、安堵の表情を浮かべる2B。その胸には、「共に意志と感情をもつに至った、自分たちアンドロイドと機械生命体の違いは何なのだろうか？」という小さな疑問が残った。

### Bルート
9Sの視点で見たAルートの物語となる。
自身の特技であるハッキングを駆使して2Bを援護する様子や、離脱していた際にどのような行動をとっていたか。そして「ヨルハ部隊」と「ヨルハ計画」の真実へと近づいてしまう様子が描かれる。
Bエンディング（or not to [B]e）
イヴ撃破後、無事に記憶を保持したまま復活を遂げた9S。2Bと9Sは次なる作戦への準備を進めるが、9Sはヨルハ計画の真実を2Bに告げる事ができなかった。

### C/Dルート
機械生命体のネットワークの中心を担っていた「アダム」と「イヴ」を撃破したことにより、機械生命体の指示系統は混乱。ヨルハ部隊はこの機を逃さず、大規模侵攻作戦を開始する。作戦はヨルハ部隊優勢で進んでいたが、敵のEMP攻撃をきっかけにして隊員が次々と論理ウィルスに感染し、データのバックアップを保留していたことで感染を免れていた2Bと9Sに襲いかかる。
やむを得ず応戦していた2人は、その最中に司令部との通信が途絶えていることに気づく。その原因はジャミングではなく司令部自体にあるとポッドから伝えられた2人は、ブラックボックス反応による自爆を利用してバンカー内へと帰還する。しかし既にバンカーもウィルスに汚染されており、基地内のオペレーター、そして司令官も感染してしまっていた。ここでも襲われることとなった2人は、飛行ユニットによる地上への帰還を余儀なくされ、その後バンカーは崩壊し、ヨルハ部隊は壊滅する。
地球へと脱出したあとも汚染されたヨルハ部隊員の追撃は続き、2Bは身を挺して9Sを逃がすものの、自身はウィルスに感染してしまう。汚染を広めないためにと人気のない廃屋へ向かった2Bは、そこで脱走兵として指名手配されているヨルハ機体「A2」と出会い、A2に自身の記憶と9Sのことを託して介錯を受ける。一方ブラックボックス信号を頼りに2Bを探していた9Sは折り悪く2Bが介錯を受ける瞬間を目の当たりにしてしまい、A2への激しい怒りと殺意を覚える。A2を殺そうとする9Sだったが、地中から突如として謎の「塔」が出現。A2共々崩落に巻き込まれてしまう。
数週間後、別々の場所で目覚めたA2と9S。A2は2Bが遺したポッド042と共に機械生命体の殲滅を、9Sは2Bの仇討ちを遂げるべく、それぞれ活動を開始する。
A2は砂漠での大型機械生命体の撃破後、レジスタンスキャンプ入り口付近で他の機械生命体に襲われているパスカルを助けてパスカルの村で交流を深めるが、突如としてパスカルの村の機械生命体の一部が暴走して他の機械生命体に襲いかかり、村は全滅する。パスカルは生き残った機械生命体の子供達を連れて廃工場跡へ向かうが、そこに暴走した機械生命体の群れが襲い掛かる。パスカルは子供達を守るために機能停止したエンゲルスを操り撃退するが、そこで待っていたのは恐怖に押し潰され自殺を図った子供達の姿があった。パスカルはその苦しさに耐えられなくなり、A2に記憶の消去か破壊をお願いする。
9Sは出現した「塔」が機械生命体に関係した施設であるとして調査を進め、「塔」に掛けられているロックを解除するために各地に同時出現した3基の「資源回収ユニット」から「認証キー」を回収すべく行動する。各資源回収ユニット内部では度重なる戦闘と情報の開示が行われ、それらが原因で9Sは肉体、精神共にダメージを負い疲弊していく。
全ての認証キーを手に入れた9Sは「塔」のロック解除へと向かい、駆けつけてくれた「デボル」と「ポポル」の決死の援護もあって「塔」内部へと侵入する。遅れてA2も「塔」へ侵入し、2人はそこで「赤い少女」に出会い、「塔」の目的、そして「ヨルハ部隊」と「ヨルハ計画」の真実を知る。
襲い来る機械生命体を退けながら、「塔」最上部へ向かう2人。辿り着いたそこでA2と9Sは再び対峙し、プレイヤーはA2か9Sのどちらかを選び、選ばなかった方との最後の戦いへ挑む。
Cエンディング（meaningless [C]ode、最終決戦でA2を選択）
A2は互いが戦うことの無意味さを9Sに説くが、聞き入れられず戦闘になってしまう。戦いに勝利したA2は9Sにハッキングを仕掛け、自身を犠牲にして彼のウィルス除去を行う。そしてポッドに9Sを託すと、「塔」を破壊。「仲間の元へ逝ける」という想いを胸に、崩れ落ちる「塔」と共に消えていった。
Dエンディング（childhoo[D]'s end、最終決戦で9Sを選択）
9SはA2を倒して復讐を果たすが、同時に自身も刺し貫かれてしまう。薄れゆく意識の中で2Bへの想いを振り返る9Sの元に、赤い少女とアダムとイヴが現れる。赤い少女はこれから遠い未来に向けて自分たち機械生命体のデータを載せた「方舟」を射出すると語り、アダムは「お前もそれに付いてくるか？」と問う。9Sがその問いに答えると、「塔」は方舟を射出。「塔」は9Sたちもろとも崩れていった。
Eエンディング（the [E]nd of YoRHa）
このエンディングはC･D両方のエンディングを見た後、エンドロール中に現れる特定の選択肢を選ぶ必要がある。
ヨルハ計画が最終段階に入り、計画に関わる全てのデータが削除されようとする。しかしそれに異を唱えたポッド042が、2B・9S・A2らのパーソナルデータのサルベージを開始。妨害プログラムを退け、サルベージに成功したそのデータにはそれぞれ、かつてと同じ素体が与えられた。ポッド153は「同一の個体として蘇れば、また同じ結末を招くのではないか」と問うが、ポッド042は「違う未来に至る可能性もある」と答える。こうして2Bたちは同一の個体としての復活を遂げることとなった。
このエンディングを見ると全てのセーブデータが削除され、次回プレイする際は完全に最初からとなる。

## 登場キャラクター

### ヨルハ部隊
ヨルハ二号B型
声 - 石川由依
本作の主人公。身長168cm、体重148.8kg、ロールアウト日は11942年1月7日午前5時13分。通称「2B（トゥービー）」。戦闘タイプのヨルハ機体。剣戟による近接攻撃を得意としているが、ポッドによる遠距離攻撃も扱える。
冷静沈着な性格の持ち主であり、またヨルハ部隊の規律もあってかあまり感情を表に出そうとはしない。そのため、一見冷たい印象を受けるが、仲間に対しては配慮や思いやりを持って接している。複数の敵を前にしても「倒せばいい」と言うだけなど、9Sに言わせれば少々大雑把なところもある。
9Sのことは彼自身にそう示さないだけで非常に大切に思っており、どんな時でも彼の身を案じていた。また9Sに関わることではその感情を露わにする傾向にあり、彼に危害を加えたアダムに対して激昂する場面もあった。
実はB型の呼称は隠蔽によるものであり、本当の型名はヨルハ二号E型。9Sがハッキングによってヨルハ計画の真の目的に気づくたびに9Sを破壊し、その記憶を消すという真の任務が与えられている。なお、テレビアニメ版によると最低48回は破壊している。
ヨルハ九号S型
声 - 花江夏樹
通称「9S（ナインエス）」。身長160cm、体重129.9kg、ロールアウト日は11942年1月30日午前4時25分。最新型のスキャナータイプであり、調査・ハッキングを得意としている。作中では2Bのメンテナンスも担当していた。
性格は2Bに比べてやや子供っぽく好奇心旺盛な点があり、言葉遣いに時折それが現れている。また敵である機械生命体のことは自分たちアンドロイドに比べてはるかに劣った存在だと考えており、彼らのことを見下し、嘲るような言動を見せることも多い。
2Bと行動を共にする以前は単独行動での任務が多かったため、誰かと共に任務に当たる・行動できるということを喜ばしく感じている。そのこともあってか2Bに対しては非常に大きな親愛の情を抱いており、「ナインズ」という愛称で呼んでくれないかと度々提案している。しかし2Bの反応は芳しくなく、そのことについて小さく不満を漏らしている。
物語の中盤から、ハッキングを通してヨルハ計画の真の目的に気づいていく。また途中からバックアップの更新がおざなりになりバンカーとの接続が途絶えたことで論理ウイルスの感染を免れる。
ヨルハA型二号
声 - 諏訪彩花
通称「A2（エートゥー）」。身長168cm、体重139.2kg。アタッカー二号、または単に二号と呼ばれることも。ヨルハ機体のプロトタイプで近接戦闘に特化したモデル。「B（バーサーカー）モード」という機能を有している。
西暦11941年の「真珠湾降下作戦」に参加し、その中で生き残った唯一のヨルハ部隊員。作戦終了後に部隊へと帰還しなかったため、現在は脱走兵として指名手配されている。また二号タイプのモデルとなった機体でもあり、2Bとは容姿が酷似している。口数が少なく粗野な言動も目立つが、かつては協調性を重視する真面目な性格をしていた。
服のように見える黒い部分の大半は外装が剥がれて剥き出しになった素体であり、他のヨルハ機体と違って衣服をほとんど身にまとっていない。
ポッド042
声 - 安元洋貴
2Bを随行支援するサポートユニット。カラーリングは白を基調としている。後に2BがA2への支援を命令し、以降はA2に随行する。
ポッドたちは支援対象への助言やナビゲーション、そして遠距離攻撃を受け持つことでこれを支援する。助言は作戦や戦闘に関わらないことにも行われ、対象の意図を汲んで先回りして答えることもある。
発言の量や内容は対象と状況によって適時変化し、2Bが一人になった際は「自発的発言を増やすため」として多く話しかけ、A2には「（A2の）理解力に疑問がある」などと発言し、やや従順とは言えない態度を見せる。
ポッド153
声 - あきやまかおる
9Sを随行支援するサポートユニット。カラーリングは黒を基調としている。
ポッド042と比べると余計な発言をしない傾向にあるが、支援対象である9Sのバイタルや精神状態をチェック、助言する様からは、彼のことを心配しているようにうかがえる。
ヨルハ部隊司令官
声 - 加納千秋
ヨルハ部隊の司令官にしてバンカーの長官。任務の傍ら2Bと9Sのことは常に気にかけている。指導者として凛とした振る舞いをしているものの、私生活はずぼらで、自身のボディチェックなどを碌にしようとしない、と6Oから指摘されている。
A2とは過去の作戦で起きたとある事件から深い因縁を持っている。色白の肌と金髪の持ち主で、白を基調とした服に指揮棒を身に着けている。
バンカーがウイルス汚染された際に2Bたちにすべてを託し、事実上自害する。
オペレーター6O（シックスオー）
声 - 磯部恵子
2Bを担当しているオペレーター。2Bに対して任務中でも他愛のない世間話をするなど、年頃の少女を思わせる純粋で明るい性格をしている。
オペレーターモデルのため地球に降りることはできないが、地上に対する憧れと、自然や植物に対する強い関心を持っている。また恋愛についても興味があるようで、その相談のようなものを2Bにすることもある。
オペレーター21O（トゥ・ワン・オー）
声 - 初美メアリ
9Sを担当しているオペレーター。9Sからの会話を「任務中の私語は禁止」と取り合おうとしなかったり、褒め言葉に対しても「お世辞は結構」として軽くあしらうなど、同僚である6Oと比べると冷静かつ真面目な性格をしている。しかしその心には孤独を抱え、「家族」というものに憧れを持っていた。そのためか、9Sに対して姉のような態度を見せることがある。
大規模降下作戦の折に21Bにモデルチェンジし地上に降下するも、他のヨルハ機体と同様にウイルス汚染され、9Sに襲いかかる。

### 機械生命体
アダム
声 - 浪川大輔
青年の姿をした機械生命体。冷静かつ知的であり、高い学習能力を持つ。同時に何かに対する激しい憎悪と「死」と「人間」に対する強い興味を持っており、それらを理解するためならば手段を選ばない。人類への興味からか意図的に彼らを模倣するような行為をしており、過去の文献から得た知識を元に衣服の着用や読書を行い、イヴにもそれを勧めている。
イヴ
声 - 鈴木達央
アダムの双子の弟とされる機械生命体。アダムのことを深く慕っており、彼の言うことには全幅の信頼を置いている。やや短気な性格をしており、同時にどこか幼い一面も持つ。その幼さ故か根は素直かつ純真であり、兄と穏やかに過ごすことのみを切望していた。
左腕にある入れ墨のような紋様が特徴。これは人類の模倣行為として入れる（表示する）ようにアダムに言い付けられたものである。通常時は左腕のみに表示されているが、感情の昂りに合わせて全身まで侵食していく。半身を全て侵食した状態になると、胸のあたりに『ドラッグオンドラグーン』シリーズに登場する団体、「天使の教会」のシンボル「三つ目の天使」を思わせるマークが現れる。
パスカル
声 - 悠木碧
平和主義を貫く機械生命体。人類や機械生命体の歴史に関心を持っており、人類が残した哲学書を読んでいることもある。かつては戦場にも出ていたが、味方の死に慣れていくことに恐怖を感じたことから戦いを放棄し、同じような考えを持った機械生命体たちからなる村の長を務めている。アンドロイドに対しても友好的で、アネモネのレジスタンスキャンプとは細工物の製作や物々交換での交易を行っている。
物語の終盤に村人たちが暴走して全滅したことで憤怒。村の生き残りの子供達を守るためにエンゲルスを操り、機械生命体と戦闘を行う。
戦闘が終了すると子供達が自殺を図ったため、A2に自分の記憶を消すか破壊するように頼み、どう対応するかはプレイヤーの手に委ねられる。
ボーヴォワール
声 - 川渕かおり
遊園地廃墟に居た歌う機械生命体。「歌姫」とも。ドレスを纏った巨大な女性の姿をしており、機体の随所にアンドロイドの素体を括り付けて自身を飾りたてている。装飾をつけた頭部はそれ自体が単なる装飾であり、実際の頭部は胸部にある通常の機械生命体と同じ2つの目がある球状の物体である。
元々は通常の小型二足と同じ姿をしていたが、機械生命体サルトルに恋をし、彼の気を引くために自身の体に装飾を施し着飾ることを覚え、「美しさ」を求めていた。しかしその美的感覚は人間のそれとは大きく異なり、美のためなら犠牲をいとわない。その結果として他の機械生命体やアンドロイドを殺害･捕獲し、自身の体の装飾として取り付けるという凶行に及ぶ。
なお、ボーヴォワールのみ欧米版では名前が変更され「Simone（シモーヌ）」となっているが、これは著作権に配慮しての変更である。
赤い少女 / ターミナル
声 - 中田譲治
9SやA2の前にたびたび姿を現す、赤い服を着た黒髪の少女。作中では様々な名称で表記されているが、「ターミナル」が正式名称だとされている。また、その姿は過去に存在した重要な少女を元にしているという。
機械生命体のネットワークを統括・指揮していた「概念人格」を名乗る存在。物体や生物ではなく情報や意識そのものに近しい存在であり、その体は投影されたホログラムで描写されており実体は無いため殺害することは不可能。
最初は少女らしい高い声で話すが、途中から男性の声に切り替わる。

### アンドロイド
デボル&ポポル
声 - 白石涼子
2人組の旧型アンドロイドで、治療・メンテナンスに特化したモデル。アネモネのレジスタンスキャンプに住んでおり、様々な雑用を任されている。
2人とも赤髪に白い花飾りを付けているのが特徴で、デボルはさばさばとした、ポポルはやや大人しい性格をしている。また、アンドロイドとしては珍しく飲酒が可能なモデルであり、デボルは酔うと著しく口調が変わる。
過去に自分達の同型機が暴走・大事故を起こしたことがあり、それが原因で製造禁止にされてしまい、本作の彼女達は事実上最後のデボル&ポポルタイプとなる。この件について二人は強い贖罪の意識を持っている。そのため事故のことを知る一部のアンドロイドらから邪険に扱われても、それを罰として甘んじて受け入れてしまっている。
アネモネ
声 - 初美メアリ
地上のレジスタンス部隊のリーダーを務める女性型アンドロイド。リーダーに相応しいしっかりとした性格で、仲間想いな面を持つ。2Bや9Sには協力的で、機械生命体であるパスカル達とも協力関係にある。過去には「真珠湾降下作戦」にてA2と共闘していたこともあり、再会した彼女へのサポートも行う。
各メディアミックス作品によっては、同レジスタンス部隊に所属している「リリィ」（声 - 種崎敦美）がアネモネに代わってリーダーを務める。
ジャッカス
声 - 川渕かおり
砂漠付近のキャンプを拠点にして活動している女性型アンドロイド。爆弾の製作技術に長けており、多くのことを爆破で解決しようとする節がある。アンドロイドについての研究をしているようで、2Bたちにデータ収集の手伝いを頼むことも。しかし依頼してくる実験の中には死に至る危険性が有るものもある。

### その他のキャラクター
エミール
声 - 門脇舞以
頭蓋骨のような球体状の頭部を持つ謎の生命体。『ニーア ゲシュタルト/レプリカント』に登場した少年「エミール（実験兵器7号）」がエイリアンに対抗するために生み出した自己増殖体の一つ。この戦いは前作のドラマCD『「ニーア レプリカント」ウシナワレタコトバトアカイソラ』のDISC2トラック3「宇宙大戦争」にて描かれている。
時間の経過と自己複製の際の自我の薄まりにより記憶の多くを失っている。頭部のみの状態でも長時間の活動が可能であり、現在の体はオート3輪に有り合わせのパーツを付けたもので構成されている。その形態を活かして行商も行っているが、呼び込みの際に掛けている大音響の歌が騒音であるとしてレジスタンスキャンプでは苦情が挙がっている。
特定の手順で進めると隠しボスとして戦えるが、本編よりもかなり難しくなっている。
他のキャラクターとは違いビジュアルの全体像は公表されておらず、公式サイトでもモザイクがかけられている状態での掲載となっている。

### アニメ版に登場するキャラクター
リリィ
声 - 種崎敦美
アネモネに代わって地上レジスタンス部隊のリーダーを務める女性型アンドロイド。冷静だが心優しく、仲間思いの性格である。持っている銃は「真珠湾降下作戦」で亡くなった元隊長のローズから最期に譲り受けたものである。A2とは過去に「真珠湾降下作戦」で共に戦ったことがあり、再会した時は嬉しそうな様子を見せていた。
元々は本作の前身にあたる『音楽劇ヨルハ』に登場したキャラクター。

## 設定

### 施設・土地
バンカー
宇宙空間に浮かぶ、ヨルハ部隊の基地。イヴの撃破後、論理ウィルスによってオペレーターや司令官に加えてバンカー自体のシステムも汚染され、崩壊してしまう。
レジスタンスキャンプ
アネモネがリーダーを務めるレジスタンス部隊が生活するキャンプ地。武器屋や道具屋などを利用できる。イヴの起こした暴走によって機械生命体たちに襲われ、壊滅的な打撃を受けることとなる。
廃墟都市
レジスタンスキャンプなどがある土地。かつては巨大な都市だったようだが、人類絶滅後は草木の生い茂る廃墟と化している。超大型兵器との戦闘後、中央部分の地盤が崩落し、大きく陥没することとなる。
砂漠地帯
砂に覆われた土地。かつて人類が暮らした「マンモス団地」や、オアシス、油田などがある。
遊園地廃墟
ピエロに扮した機械生命体たちがパレードのようなものを繰り広げる廃墟。劇場や「絶叫マシン」などがある。「塔」の出現後は機械生命体たちがゾンビと化し、廃墟内を徘徊するようになる。
パスカルの村
平和的な機械生命体たちが生活する村で、パスカルが村長を務めている。大木の周りに足場や建物が築かれている。
物語の終盤、村人たちの突然の暴走によってパスカル以外の村人は全滅させられてしまう。
エイリアンシップ
廃墟都市の地下にある、エイリアンたちの宇宙船。中にはエイリアンたちの死体が残されている。
森林地帯
草木に覆われた土地。機械生命体たちによって「森の国」が作られており、その機械生命体たちが「森の王」を守るため、よそ者を排除しようと襲いかかってくる。森林の奥に「森の城」がある。
水没都市
海岸の土地で、建物の残骸が海に沈んでいる様子が見て取れる。沿岸防衛用のミサイルがある。
複製された街
廃墟都市の地下にある、アダムによって作られた白一色の街。
工場廃墟
廃墟都市の近くにある、かつての人類の兵器工場の跡地で、『ニーア ゲシュタルト/レプリカント』に登場するP-33なども製造されていたという。人類絶滅後は機械生命体の工場となっている。

### 勢力・組織
エイリアン軍
西暦5012年に突如地球へ襲来し、機械生命体とともに地上を占領したエイリアンの勢力。その目的は地球へと移住することであった。
月面人類会議
月面からアンドロイド達へ命令を下す機関。しかしその実態は人類軍司令部が立案した「ヨルハ計画」の一部でしかなく、月に設置されているのは偽装情報を発信するための通信サーバーと、人体の情報を保管する人類サーバー、そしてサーバーを管理するために配置された極少数の保守要員だけで、命令を下す人類などは存在していない。
人類軍司令部
エイリアンから地球を奪還すべく結成されたアンドロイドによる軍隊。スローガンは「人類に栄光あれ」("For the Glory of Mankind")。
ヨルハ部隊
新型アンドロイド兵士「ヨルハ機体」から成る部隊。月面人類会議と同じく「ヨルハ計画」の一部である。衛星軌道上に設置された基地群の一つ「バンカー」を拠点としており、戦闘部隊とそれを補佐するオペレーター部隊に分かれて活動している。戦闘員は黒服と目元を覆う戦闘用のゴーグルが特徴。オペレーターも黒い服を纏っているが、銀髪で、目元ではなく口元を覆っている。
所属するアンドロイド兵士は規則で感情を持つことを禁じられているが、あまり強制力は無いらしく、個々の言動には感情の起伏や個性が見られるままである。そういったパーソナルデータを含む各個体のデータは定期的にバンカーへとバックアップを取るように義務付けられており、仮に死亡したとしてもそのデータを新しい素体へ入れることでほぼ同一の個体として蘇ることができる。また、隊員は固有の名前を持たず、型名の略称が通称名として用いられている。
作中で確認されている型はB(Battler)、S(Scanner)、O(Operator)、A(Attacker)、D(Defender)、G(Gunner)、H(Healer)、E(Executioner)の8種類。このうちO型のみ地上への降下が禁止されている。また、これらの型は固定されているわけではなく、申請が通れば後から変更することもできる。
その中でもE(Executioner)型は特殊で、主にヨルハ計画にとって都合の悪い状況となったアンドロイドを処分することが任務であり、公にはされておらず自分自身も自覚しないまま任務を遂行していく。
レジスタンス部隊
ヨルハ部隊より先に地上へ降下して奮戦を続けていたアンドロイドたちによる部隊。アネモネがリーダーを務めている。
一部の友好的な機械生命体との交流も行っており、少なくともアネモネ個人は「機械生命体であれば全て殲滅すべき」という考えではない。しかし組織としては一枚岩ではなく、機械生命体に害意を持って接している一派も存在している。そういった一派は密かに建設された「コロシアム」と呼ばれる地下闘技場で、戦いで仲間を失ったことへの報復とばかりに捕えてきた機械生命体へと残虐な行為を行っている。

### 兵器
飛行ユニット(Ho229)
ヨルハ部隊が使用する可変戦闘機。機体の基本色は黒だが、隊長権限を持つ兵士が搭乗した場合は白へと変わる。通常はバンカーの格納庫に収容されており、作中では「運用コストが高い」とされているためか、地上への降下、および敵大型兵器との戦闘でしか使用されていない。
飛行形態と機動形態があり、飛行形態は実在する同名の戦闘機Ho229をモチーフとしている。
飛行形態では搭乗した兵士が完全に内部に収納されるため乗り降りができず、基本的には機動形態の状態で脚をそのまま着陸脚として接地し、乗り降りを行う。

### 用語
アンドロイド
人類によって作られた人型の自律機械兵士。自我や感情に等しい思考回路を持ち、その性格には個体差がある。外見は人間に酷似しているが身体能力は遥かに高く、また、中身は機械であるため見た目に反して非常に重量がある。このほか、機械であるが故にハッキングやEMP、コンピューターウィルスといった電子攻撃に弱いという一面も持つ。
エイリアン
外宇宙から地球へと襲来した異星人。その外観をエミールは「タコのよう」と評していた。アダムが言うには「植物のような単純な構造の生き物」であり、進化を続けた機械生命体の手によって数百年前に絶滅させられたという。
機械生命体
エイリアンが製造した自律型兵器。どの機体にも共通して存在する球体状の頭部が特徴。その体はユニット構造になっており、土地や能力により様々なバリエーションが存在する。また、その中には衣服や化粧（と思われる行為）で自身を装飾している個体や、アンドロイドに酷似した人型の個体、その他にも「家族」や「親・兄弟」という意識を持ち合う個体や、コミュニティを形成している個体なども確認されている。中には自然の中に暮らす民族や宗教団体のような特殊なコミュニティを形成しているものも存在する。
各個体の情報はネットワークでつながっており、これを切り離さない限りはアンドロイドと同様にほぼ同一の個体としてよみがえることができ、絶え間なく量産される機体と合わせて不死に等しい状態にある。しかしその自我データは機体内部に格納されている「コア」と呼ばれるユニットによって形成されており、これが破壊されると同一の個体としての復活はできない。また、中枢ネットワークユニットにトラブルがあった場合、同ネットワークに接続している機体全体に大きな影響が出てしまう。なお、このネットワークは機械生命体やエイリアンが自ら構築したものではなく、元々存在していた量子ネットワークを元にしている。
概念人格
機械生命体が「敵を倒す」ためには「倒す敵が必要」なので「敵を全て倒してはならない」という矛盾を解決するために意図的に生じさせたネットワーク上の欠損、それが周囲の情報を取り込みながら自己修復していく過程で生まれた自我、または概念的存在のこと。再構築の際に旧型量子サーバーに保存されていた人物の記憶情報を核として取り込んだ形跡がある。
旧世界（旧時代）
人もしくはレプリカントが地上で活動していた時代（西暦4200年以前）を指して使われている単語。
ゲシュタルト計画
かつて謎の奇病が蔓延し、絶滅の危機に瀕した人類が生き延びるために立案、実行した計画。人間の魂を肉体から分離させて「ゲシュタルト」と呼ばれる状態にして保存し、肉体のコピーには疑似人格を持たせて「レプリカント」と呼ばれる状態で活動させる。このレプリカントとアンドロイドによって奇病の根絶を目指し、成功した暁にはレプリカント体とゲシュタルト体を統合、再び人間として蘇るという内容だったが、『ニーア ゲシュタルト/レプリカント』にて起きた事件で統合のトリガーとなる重要な要素を喪失。このため計画は完全に失敗に終わり、人類は絶滅した。
天使文字
旧時代に使われていたとされる特殊な文字。作中では「資源回収ユニット」に使われていたほか、ポッド・プログラムの使用時にも現れる。
前作『ニーア ゲシュタルト/レプリカント』や関連作『ドラッグオンドラグーン』シリーズにも登場していた文字であり、こちらでは「魔素」もしくは「魔法」と呼ばれるものに関わる力を発動すると出現していた。なお、魔素の運用はすでに過去の物とのこと。
「塔」
機械生命体らが建造した巨大な発射台。「資源回収ユニット」にて収集した物資や情報が最終的に集約される施設でもある。月にある人類サーバーの破壊を目的として作られたが、最終的にはその目的を変え、砲弾ではなく「方舟」を打ち上げる。
資源回収ユニット
人類、またはアンドロイドに関する情報を収集するために建造された巨大構造物。最上部では「認証キー」が入手でき、これが揃っていないと「塔」へとアクセスすることはできない。
方舟
機械生命体たちのデータを載せた構造物。未来の可能性を求めて宇宙へと打ち上げられた。
ゲーム中の選択肢によっては9Sのデータも載せ、一緒に打ち上げられる。
ヨルハ機体
人類側が製造した新型のアンドロイド兵士。「ブラックボックス」と呼ばれる独自の駆動システムを搭載しており、非常に高い戦闘力と処理能力を有している。基本的にはヨルハ部隊に所属して活動しているが、中には部隊から脱走して独自に活動している個体も存在する。ただしそういった個体は司令部から指名手配され、廃棄の対象として追われることになってしまう。
ブラックボックス
ヨルハ機体に搭載されている核融合駆動システムの名称。名前のとおり、黒い立方体の形状をしている。機体の動力源であり、これが起動している限りは生存並びに位置情報を外部から把握できる。また、緊急時には2個以上のブラックボックスを直接触れ合わせることで高威力の自爆攻撃が可能となっている。
機械生命体のコアを流用して製造されているが、これはヨルハ機体が最終的には全て破棄することを前提として製造されていることから、通常のアンドロイドと同様のAIを採用するのは人道的に問題があるとされたため。
バーサーカーモード（Bモード）
A2に搭載されている機能。核融合ユニットのリミッターを解除して出力を増大、攻撃力を上げるというものだが、同時に防御力の低下とメンテナンスコストの増大という欠点も持ち、最新のヨルハ機体では削除されている。
ヨルハ計画
「ゲシュタルト計画」の失敗によって人類が絶滅したことで、守るべき者を失ったことによるアンドロイドたちの戦意低下を憂慮した人類軍司令部が立案した計画。「人類は滅亡している」という情報を隠蔽し、「月面にて人類は生存している」という虚偽情報を事実だと認識させて戦意を高揚させることが目的である。
ヨルハ部隊の設立・運用も計画のひとつであり、ヨルハ機体によって次世代機の開発へ必要な戦闘データが収集でき次第、機械生命体側をも利用してヨルハ計画に関連した施設やヨルハ機体などの全て破棄する予定であった。
人類サーバー
月面に設置されているサーバー。ゲシュタルトの遺伝子情報、並びにレプリカントの構成情報が保管されている。
真珠湾降下作戦
過去にヨルハ部隊によって行われた作戦。オアフ島カアラ山にある敵サーバーの破壊を目的とし、A2を含む十数機のヨルハ実験機体が投入された。多数の被害を出したものの、現地でアネモネを含むレジスタンス部隊と合流・協力することによって目標の破壊には成功する。
同作戦は実験機体を過酷な状況に置くことで次世代のヨルハ機体開発に活かす各種データを収集することが本当の目的であり、サーバーの破壊や実験機体の生死は重視されていなかった。そのため、事実を知ったA2はこれが原因で司令部と袂を分かち、証拠隠滅のため脱走兵として狙われることとなる。
論理ウィルス
機械生命体が用いる、アンドロイドへの有効兵器であるコンピューターウィルス。これに侵されたアンドロイドは目が赤く発光し、仲間を襲って被害を拡大させていく。これに対してアンドロイド側もワクチンを開発するなどの対策を講じているが、ウィルスも機械生命体の手により改良・進化を続けており、未だ克服には至っていない。そのため、最悪の場合は感染者を殺すことで対処している。

## 開発

### 企画経緯
開発の発端となったのは、前作『ニーア ゲシュタルト/レプリカント』のPlayStation Vita版の企画であった。同企画は都合により実現しなかったが、同時期にスクウェア・エニックスとプラチナゲームズの間で何か一緒に作品を作りたいという話が進んでおり、そこで前作について「アクション部分をもっと洗練させたい」と考えていたプロデューサーの齊藤が、「せっかくならプラチナゲームズとの共同で『NieR』の新作を作るのはどうか」と提案し、2014年7月に企画がスタートした。
本作はプラチナゲームズにとって初の「社外のディレクターを招いての開発」と「ロールプレイングゲームの開発」であった。開発メンバーには若手のスタッフが多く起用され、中には今回が社員として関わる初のゲーム開発となるスタッフもいた。また、メインスタッフである田浦をはじめとして前作のファンであるスタッフも多く、「プラチナゲームズに制作をしてもらうのだから」としてSF色やアクション面を強く押し出そうと考えたヨコオに対し、前作のテイストを残すような提案を出した。
齊藤はプラチナゲームズのことを「アクションゲーム開発の最高峰」と評しており、後述するキャラクターデザインにおける吉田と音楽における岡部の起用を合わせて、「この座組が組めた時点で自分の仕事の大半は終わった」との感想を述べている。

### キャラクターデザイン
メインキャラクターデザインをCyDesignationの吉田明彦が、サブキャラクターデザインを同社の永井悠也とスクウェア・エニックスの板鼻利幸が担当。メカニックデザインと敵キャラクターのデザインはプラチナゲームズの木嶋久善（UIデザインも兼任）が担当した。
当初、メインキャラクターデザイナーは前作から引き続きD.Kとする案があったが、D.Kが肘を壊して転職していたために変更することとなった。複数のイラストレーター候補を挙げた中で、『NieR』の世界観に合う新たな人材として吉田明彦にオファー。話を受けた吉田はスケジュールの都合で引き受けることは難しいと考えていたが、吉田が所属する会社の社長・渡邊耕一が前作のファンであったことが要因となり、同社所属のスタッフ・永井と共に担当することとなった。齊藤は吉田について、氏のネームバリューの高さとともに、唯一の要望として伝えた「キャラクターの服装等はファンがコスプレをしやすいデザインにして欲しい」というものに対する完成度の高い仕事ぶりを高く評価した。なお、ディレクターのヨコオは吉田の起用について「憧れの存在すぎて、オファーすることなど想像もしていなかった」とし、齊藤の後輩にあたるゲームクリエイター・安藤武博は、自身が吉田に仕事のオファーをした際に「家具なら作ってもいいが絵は描かない」と再三断られたことを引き合いに出し、吉田を口説き落とした齊藤の手腕を称賛した。
メカニックデザインを担当した木嶋は元々UIデザインの担当者であったが、幼少期からロボットなどのメカニックに強い関心を抱きながらもメカニックデザインを担当する機会に恵まれなかったため、田浦が「今作で担当してみたらどうか」と打診した結果、二つ返事で引き受けてUIデザインと共に担当した。機械生命体のデザインはヨコオから提示されたいくつかのコンセプトに従って作業され、基本となるデザインには前作のキャラクター・エミールのシルエットがモチーフとして組み込まれた。これはヨコオや各スタッフからのリアクションも良く、即OKが出た。このデザインについて木嶋は「機械生命体がエミールに似通った形状になったのは、『収斂進化』が起きたためというイメージ」だと語っている。同じくデザインを担当した飛行ユニットに対しては並々ならぬ熱意を傾けており、「パージ等を使わない完全変形であること」「デザインに嘘をつかないこと」を美学として掲げ、モデリング担当の松下と共に2016年の4月に制作を開始し、当初予定していた1、2か月を遥かに超える約8か月の作業期間を使い、2016年12月の体験版の配信直前に完成させた。ここまで制作期間が伸びたのは木嶋による10回を超えるセルフリテイクがあったためで、ヨコオは都度OKを出していた。

### 音楽
前作で高い評価を得ていた音楽は今作でも引き続き岡部啓一と彼率いるMONACAが担当。本作はヨコオの強い意向があってすべての楽曲にボーカルが採用されており、前作から引き続いての参加となったエミ・エヴァンスと中川奈美のほかに、「前作との明確な違いを打ち出す」「エミ・エヴァンスと対になるボーカル」としてジュニーク・ニコールが、そしてBエンディングで使用される日本語のエンディングテーマ『Weight of the World/壊レタ世界ノ歌』に強い情感を込めて歌える人材として河野万里奈が新たに起用されている。
本作の楽曲の特徴として、1つの楽曲に対して複数のバージョン違いが用意されていることが挙げられる。ゲーム中ではこれらの曲がシームレスに切り替わるように処理されており、そういった演出が評価されたこともあって、2017年6月30日には「CEDEC AWARDS 2017」のサウンド部門で優秀賞にノミネート、同年8月31日に行われた発表授賞式にて最優秀賞を受賞した。

#### 主題歌
主題歌は「Weight of the World/English Version」（作曲・編曲は岡部啓一、作詞・歌はジュニーク・ニコール）、「Weight of the World/壊レタ世界ノ歌」（作曲・編曲は岡部啓一、作詞はヨコオタロウ、歌は河野万里奈）、「Weight of the World/Nouveau-FR Version」（作曲・編曲は岡部啓一、歌はエミ・エヴァンス）、「Weight of the World/the End of YoRHa」（作曲・編曲は岡部啓一、歌はYoRHa）の4曲が用意されており、それぞれAエンディング、Bエンディング、C・Dエンディング、Eエンディングで使用される。
「Weight of the World/the End of YoRHa」内で使用されている大合唱のコーラスには、岡部やヨコオタロウ、そして齊藤をはじめとした開発スタッフらが歌唱に参加している。これはヨコオから主題歌に合唱を入れたパターンのものを用意して欲しいと言われた岡部が、演出的な意図があるのだろうと考えて「できるだけ開発の人みんなで歌いたい」としたためで、収録する段階で演出の詳細を聞いた岡部は、「それはすごく意味合いが大きいなと思ったので、しっかりやろうと思いました」とインタビューで答えている。

### キャスティング
キャスティングはオーディションではなく指名制で行われた。2B役の石川由依はヨコオからの強い要望で決まり、後に関連作品である舞台『音楽劇 ヨルハ Ver1.2』で主演の「ヨルハ二号」役も務めた。9Sのキャスティングは役柄の難しさから難航したが、齊藤が本作の開発当時に見ていたテレビアニメ『東京喰種トーキョーグール』における花江夏樹の演技に注目し、ヨコオに推薦して決定した。花江はヨコオが過去にディレクションを担当したゲーム『ドラッグオンドラグーン』のファンであり、自身がヨコオ作品に参加できることを喜んでいた。また、本作も相当遊び込んでおり、ニコニコ生放送のSQUARE ENIX CHANNELとYouTubeのスクウェア・エニックスチャンネルで放送された「『ニーア オートマタ』公式生放送 第5回」で披露したとあるアイテムの取得テクニックは、彼の名を採って「花江式」「花江さんスタイル」と呼ばれた。
パスカル役の悠木碧は田浦からの強い要望で決まったものだが、悠木は起用の経緯について当初「相手を安心させるために少女の声を使っているという設定のキャラクターだから」と説明されており、田浦の要望であったことは後に知った。このほか、A2と2Bのモーションアクターを担当している川渕かおりがボーヴォワールとジャッカスの声を担当し、本作は川渕にとっての声優デビュー作ともなった。

### Switchへの移植
海外ユーザーから「Switch版はいつ発売?」との声が沢山届いていたヨコオは無理だと思いスルーしていたが、齊藤がその気になり「え、今から移植!?」と思ったと発言している。田浦も元々Switchで出すことを考えた作りにはなっていなかったため移植の話しを聞いて「何を言ってるんだろう？」と思ったと述べている。またヨコオは当時移植の要望を出した海外ユーザーに向けて「あなたたちには買う義務がある」と発言している。
Switch版を遊んだヨコオ、斎藤、田浦は遜色のない操作感を始めとする出来の良い移植具合に関して開発会社であるVirtuosに感謝し、また任天堂の担当者からも褒め言葉をもらったことを明かしている。
移植までに時間が空いたために後悔したことは、要望の多かった『スマブラSP』への2Bの参戦が叶えられなかったことだとし、Nintendo Dreamでのインタビュー記事内で「『スマブラに乗り遅れたニーア オートマタ』と言う記事タイトルにしてほしい」と述べてる。

### スタッフ
- ディレクター - ヨコオタロウ
- メインキャラクターデザインー - 吉田明彦
- サブキャラクターデザイン - 永井悠也(CyDesignation)、板鼻利幸（スクウェア・エニックス）
- シニアゲームデザイナー - 田浦貴久
- リードゲームデザイナー - 根岸功
- コンセプトアーティスト - 幸田和磨、須田裕貴
- リードキャラクターモデラー - 田崎一軌
- キャラクターモデラー - 松平仁
- リードエンバイロメントアーティスト - 梶泰幸
- ライティングアーティスト - 亀岡昇平
- リードアニメーター - 村中高幸
- リードVFXアーティスト - 中島史音
- UIアーティスト - 木嶋久善
- メカニックコンセプトアーティスト - 木嶋久善
- リードプログラマー - 大西亮
- リードミュージックインプリメンテーション - 上田雅美
- リードサウンドデザイナー - 進藤美咲[59][注釈 15]
- ミュージックディレクター - 岡部啓一
- コンポーザー - 岡部啓一、帆足圭吾、高橋邦幸
- エグゼクティブプロデューサー - 稲葉敦志
- プロデューサー - 齊藤陽介（スクウェア・エニックス）、江原純一（スクウェア・エニックス）、西村栄冶郎（プラチナゲームズ）

## 沿革
関連商品の発売については#関連商品を、舞台・コンサート・コラボレーションなどについては#メディアミックスを、受賞歴については#評価を参照。

### 発売まで
- 2014年
  - 7月、企画がスタート[39]。
- 2015年
  - 6月16日、「E3 2015」のプレスカンファレンスにて『NieR New Project』として発表され[6][7]、「NieR New Project: ティザートレーラー（E3 2015)」とティザーサイトが公開される[7]。
  - 9月、本作の正式タイトルを『NieR:Automata』とすることが決定される[8]。
  - 10月28日（現地時間）、「Paris Games Week 2015」のスクウェア・エニックスブースで行われた『NieR』ステージイベントにて、本作の正式タイトル名が『NieR:Automata』であることが発表される[62]と共に、「NieR:Automata/ニーア オートマタ: PGW 2015 トレーラー」が公開される。
  - 10月30日、上記イベントで上映された映像がスクウェア・エニックス公式YouTubeチャンネルで公開される。
- 2016年
  - 4月16日、『NieR』シリーズ初のオフィシャルコンサート「NieR Music Concert ＆ Talk Live 滅ビノシロ 再生ノクロ」が開催され、2B・9S・A2のキャストが発表される[63]。
  - 4月27日、上記イベントで上映された映像「「NieR:Automata/ニーア オートマタ: Character Introduction」がスクウェア・エニックス公式YouTubeチャンネルで公開される[64]。
  - 6月15日、「E3 2016」にて「NieR:Automata/ニーア オートマタ: E3 2016 トレーラー」が公開されると共に、発売時期が「2017年初頭」であることが発表される[11][65]。『NieR』シリーズの公式ブログ「NieR Blog」と公式ツイッターアカウント「NieR公式PRアカウント」の運用が開始される[66]。
  - 8月17日、「gamescom 2016」にて、本作の主題歌『Weight of the World/English Version』と『Weight of the World/Nouveau-FR Version』（この時点では両曲共に正式タイトルの発表は無し）の一部が公開されると共に、PC版をSteamで配信する予定があることが発表される[42][67]。
  - 9月13日、「2016 PlayStation Press Conference in Japan」にて「NieR:Automata/ニーア オートマタ: PlayStation Press Conferenceトレーラー」を公開し、本作の発売日が2017年2月23日であることが発表される[68][69]。
  - 9月15日、「東京ゲームショウ 2016」に合わせて「NieR:Automata/ニーア オートマタ: TGS2016トレーラー」が公開され、未公開であった主要キャラクターのキャストが発表される[70]。
  - 9月17日、「『NieR:Automata』TGS2016スペシャルステージ」が行われ、年末に体験版の配信を予定していることが発表される[13]。
  - 12月3日（現地時間）、「PlayStation Experience 2016」にて「NieR:Automata/ニーア オートマタ: PlayStation Experience トレーラー」が公開されると共に、北米版が2017年3月7日、欧州版が2017年3月10日予定であることが発表される[71]。
  - 12月8日、体験版の配信日が12月22日であることが発表される[72]。
  - 12月17日、「ジャンプフェスタ 2017」にて「NieR:Automata/ニーア オートマタ: ジャンプフェスタ2017 トレーラー」が公開される。
  - 12月22日、体験版「DEMO 120161128」の配信が開始される[73][注釈 16]。
- 2017年
  - 2月11日、「NieR:Automata/ニーア オートマタ: MOVIE 119450310」が公開される。
  - 2月13日、新宿ロフトプラスワンにて「PlayStation祭 Presents 『NieR: Automata』スペシャルトークライブ」が開催され、この席で『GRAVITY DAZE 2』とのコラボが決定する[74]。
  - 2月17日、TV-CM（NieR:Automata/ニーア オートマタ: TVCM）が公開される。また、表現の問題でテレビCM放送がNGになったバーション（NieR:Automata/ニーア オートマタ: TVCM【無規制版】）が、後にWEBでのみ公開される[75]。
  - 2月23日、発売。販売初週の国内売上が約20万本を記録する[15]。

### 発売以降
- 2017年
  - 3月3日、Steam版の配信日が3月17日になることが発表される[1]。
  - 3月18日（日本時間）、Steam版の配信が開始する[76]。
  - 4月4日、世界累計出荷・ダウンロード販売本数が100万本に達する[16]。
  - 5月30日、世界累計出荷・ダウンロード販売本数が150万本に達する[77]。
  - 9月21日、世界累計出荷・ダウンロード販売本数が200万本に達する[78]。
- 2018年
  - 3月13日、世界累計出荷・ダウンロード販売本数が250万本に達する[79]。
  - 6月6日、世界累計出荷・ダウンロード販売本数が300万本に達する[80]。
  - 6月11日、Xbox One用のDL専売ソフト『NieR:Automata BECOME AS GODS Edition』が2018年6月26日発売予定であることが発表される[81]。
  - 6月26日、『NieR:Automata BECOME AS GODS Edition』発売[82]。
  - 12月5日、世界累計出荷・ダウンロード販売本数が350万本に達する[83]
  - 12月11日、各種特典やDLCなどを収録した価格改定版『Game of the YoRHa Edition』が2019年2月21日発売予定であることが発表される[84]。
- 2019年
  - 2月21日、『Game of the YoRHa Edition』が発売される[85]。
  - 5月14日、世界累計出荷・ダウンロード販売本数が400万本に達し[86][87]、それを記念した「NieR:Automata Game of the YoRHa Edition/ニーア オートマタ ゲーム オブ ザ ヨルハ エディション: トレーラー」が公開される[86][87]。
- 2020年
  - 3月29日、世界累計出荷・ダウンロード販売本数が450万本に達する[88]。
  - 12月24日、世界累計出荷・ダウンロード販売本数が500万本に達する[89]。
- 2021年
  - 2月23日、世界累計出荷・ダウンロード販売本数が550万本に達する[90]。
  - 6月22日、世界累計出荷・ダウンロード販売本数が600万本に達する[91]。
- 2022年
  - 10月6日、Nintendo Switch版である『The End of YoRHa Edition』が発売される[18]。
  - 11月25日、世界累計出荷・ダウンロード販売本数が700万本に達する[92]。
- 2023年
  - 4月23日、世界累計出荷・ダウンロード販売本数が750万本に達する[93]。

## 評価

### メディアによるレビュー
国内メディアのうち、『週刊ファミ通』のクロスレビューではレゲー秋山・ジゴロ☆芦田・ブンブン丸が10点を、くしだナム子が9点を付け、40点満点中39点の評価を得てプラチナ殿堂入り。また、同誌の2017年5月25日号(No.1484)から8月3日号(No.1494)にかけて掲載された「ジャンル別ゲーム総選挙」では、アクションゲーム総選挙にて3位、RPG総選挙にて4位と、2部門で上位にランクイン。2017年9月14日増刊号(No.1500)で発表された全ジャンルゲーム総選挙では、100位中4位に輝いた。『電撃PlayStation』の電撃レビューではAkが85点、とかちやが90点、城イドムが80点、AOが95点を付け、『週刊ファミ通』・『電撃PlayStation』共に独自の世界観やストーリー展開・キャラクター・戦闘時の攻撃や回避の爽快感の高さなどを高く評価した。
IGN Japanも「NieRらしさ」を残しながら爽快感を高めたアクション性は高く評価したが、一方でストーリー展開やエンディングのギミックは予想の範囲内であったと述べ、こちらに関しては「NieRらしさ」が足りないとした。また、随所に挿入されるシューティングゲームパートには「単調でつまらない」「面倒」「『アクションRPG』を売りにしている作品であるのに、あまりにもシューティングゲームパートが多すぎる」とネガティブな意見を寄せ、得点は10点満点中7.4点とした。それに対して米国のIGNはシューティングゲームパートには触れず、主にアクションパートの完成度の高さに触れながら、釣りや動物への騎乗といった要素の楽しさや物語を補完するサブクエストの内容を評価すると共に、マップを自由に散策し、そのロケーションを楽しむことが非常に面白かったという意見を寄せ、得点は10点満点中8.9点とした。
この他に海外メディアのレビューでは、GameSpotが「プラチナゲームズの最高傑作にみられるようなスタイリッシュな戦闘の要素があるが、それらはヨコオタロウ作品特有の型にはまらないゲーム性やストーリーデザインを邪魔することはなく、ストーリー、戦闘、そして弾幕シューティングがシームレスに融合された作品である」と評価して10点満点中9点を付けるなどし、PS4版のメタスコアは101件のメディアレビューを受けて100点満点中88点となった。

### 売上と反響
本作は初動型が多いアクションRPGとしては珍しく、「長く、底堅く売れ続ける」という特異な販売推移をたどった。販売初週の国内売上は約20万本を記録し、2017年4月4日に世界累計出荷・ダウンロード販売本数が100万本に達すると、一周年を迎えた翌2018年3月には同売上が250万本を突破。その後Xbox One版となるDL専売ソフト『NieR:Automata BECOME AS GODS Edition』や、PS4用の価格改定版となる『Game of the YoRHa Edition』などの発売を経て、2019年5月14日の時点で400万本を達成。3周年となる2020年3月31日の時点では、450万本を突破した。2024年12月にはパッケージ版の出荷数とダウンロード版の販売数の合計が900万本超に達した。
本作品のヒットを受けて、販売元であるスクウェア・エニックスの親会社にあたるスクウェア・エニックス・ホールディングスの株価は17年ぶりに高値を記録し、音楽を担当したMONACAは、以前はアニメ音楽の制作を希望して応募をする人間が多かったが、ゲーム音楽の制作を希望しての応募が増えたことを明かしている。また、開発にあたったプラチナゲームズでも同様に採用希望の応募が増えたとし、同社所属のゲームクリエイター・神谷英樹からは「『ニーアオートマタ』のヒットはプラチナゲームズに多大な恩恵をもたらしてくれた」とのコメントが寄せられた。
なお、本作の難易度がプラチナゲームズが制作したタイトルの中では易しいとされていることに対しては、ディレクターのヨコオから「ゲームがあまり得意ではないプレイヤーがパッケージに惹かれて買う場合もあり、そのような人たちにも最後までゲームを楽しんでもらえるようにと考えて設定したものだ」と説明されている。

### 受賞
本作は「CEDEC AWARDS 2017」でのサウンド部門の最優秀賞受賞を皮切りに多数のアワードにノミネートされ、いくつかのアワードでは最高賞も受賞した。著名なもののうち、ノミネートのみで最高賞の受賞には至らなかったものとしては、イギリスで最も歴史のあるアワード「ゴールデンジョイスティックアワード 2017」のBest Storytelling・Studio of the Year・PlayStation Game of the Yearと、「英国アカデミー賞ゲーム部門 2018」のGame Design・Game Innovationが挙げられ、これらの最高賞は『スーパーマリオ オデッセイ』、『Horizon Zero Dawn』、『ゼルダの伝説 ブレス オブ ザ ワイルド』などが受賞した。
著名なアワードで受賞したものは、まずは世界でもっとも権威あるゲーム賞とも称される「第21回D.I.C.E. Awards」におけるRole-Playing Game of the Yearの受賞が挙げられる。この賞についてスタッフらはまさか受賞に至るとは考えておらず、授賞式には関係者が1人も出席していなかった。次いで世界最大級のゲームアワード「The Game Awards 2017」ではBest Score/Musicを、そして世界最大規模のゲーム開発者向けの国際カンファレンス「ゲーム・デベロッパーズ・チョイス・アワード 2018」ではAudience Awardを受賞した。
国内のアワードでは、「日本ゲーム大賞 2017」において年間作品部門の優秀賞を受賞し、「ファミ通アワード 2017」でも優秀賞を受賞した。

### Steam版における不具合の放置
2021年3月時点で、同ゲームのPC版はSteamとMicrosoft Storeの2種類のプラットフォームで販売されている。しかし、開発元・販売元のスクウェア・エニックスは、この内Microsoft Storeでリリースされたもののみソフトの不具合修正を行っていた。
この事実を重く見たSteamユーザがSteamストア内のレビュー機能を使って抗議を行い、遂にはニュースメディアが取り上げるまでの事件に発展したものの、スクウェア・エニックスは沈黙していたが、後にSteam版は2021年7月16日より修正パッチが配信されることが発表された。

## 関連商品

### 限定品
『NieR：Automata Black Box Edition』
スクウェア・エニックスe-STORE専売の数量限定版。ゲームソフトのほか、「ヨルハ二号B型」のフィギュア、サウンドトラックCD、アートブック、小説が同梱されている。
『PlayStation 4 NieR：Automata Emil Edition』
PlayStation 4本体の『NieR：Automata』数量限定コラボレーションモデル。PS4本体のほか、エミールの顔がデザインされたPS4トップカバーとオリジナルテーマがオリジナルデザインパッケージに梱包されている。なお、ゲームソフトは付属していない。期間限定でトップカバー単品の販売も行われた。

### 書籍
攻略本・設定資料集
『NieR：Automata World Guide ニーア オートマタ 美術記録集 ≪廃墟都市調査報告書≫』
スクウェア・エニックス 2017年2月23日発売、ISBN 978-4-7575-5266-1
『NieR：Automata Strategy Guide ニーア オートマタ 攻略設定資料集 ≪第243次降下作戦指令書≫』
KADOKAWA/アスキー・メディアワークス 2017年4月28日発行（同日発売）、ISBN 978-4-04-892820-5
本作の攻略本と設定資料集を兼ねた書籍。2017年3月31日に発売予定だったが、2017年3月14日になって発売延期の発表がなされ、2017年4月28日に発売された。発売の際は予約の時点で品薄となり、発売前重版がなされた。
小説
『小説 NieR：Automata 長イ話』
スクウェア・エニックス 2017年8月5日発行（同日発売）、ISBN 978-4-7575-5436-8
著者は映島巡、ヨコオタロウが監修、表紙・本文イラストを板鼻利幸が担当。
『小説 NieR：Automata 短イ話』
スクウェア・エニックス 2017年10月24日発行（同日発売）、ISBN 978-4-7575-5494-8
著者は映島巡とヨコオタロウ、ヨコオタロウが監修、表紙・本文イラストを板鼻利幸が担当。
『小説 NieR：Automata 少年ヨルハ』
スクウェア・エニックス 2018年7月27日発売、ISBN 978-4-7575-5739-0
著者は映島巡、ヨコオタロウが監修、表紙・本文イラストを板鼻利幸が担当。
スコアブック
『ピアノ曲集 ニーア オートマタ オフィシャル・スコア・ブック』
監修 - 岡部啓一・MONACA
ケイ・エム・ピー 2017年9月27日発売 ISBN 978-4-7732-4292-8
『ニーア オートマタ オフィシャル・ギターソロ・セレクション』
監修 - 岡部啓一・MONACA / ギターアレンジ - 宇高靖人
ケイ・エム・ピー 2018年9月1日発売 ISBN 978-4-7732-4333-8

### CD
『NieR：Automata Original Soundtrack』
本作のオリジナルサウンドトラック。2017年3月29日にスクウェア・エニックスから発売された。初回先着分にはBGM16曲を収録した音楽CD『NieR:Automata Original Soundtrack HACKING TRACKS』が付属。発売日にはタワーレコード新宿店にて、岡部啓一・帆足圭吾・ヨコオタロウ・齊藤陽介によるトークショーなどが行われた。
収録曲はゲーム内で使用されている状態とは異なり、原曲タイトルごとに1つの曲として聴くことができるように編曲されている。これは作中で使用されている楽曲をそのままの形で全て収録することが容量の問題で難しかったためで、このことについてミュージックディレクターの岡部は「編曲されたことで曲の印象がゲームをプレイしているときに聴いたものと変わってしまうかもしれないが、これは『僕らが提案した聴き方』だとして楽しんでもらえたら」という旨を語っている。
初週の売上枚数が推定34655枚（オリコン調べ。Billboard JAPANの発表では37307枚）とゲームサウンドトラックとしては異例のヒットを記録しており、オリコン週間CDアルバムランキング、Billboard JAPAN Hot Albumsでいずれも2位となっている。累計販売枚数は2019年6月の段階で10万枚を超え、日本レコード協会からゴールドディスク認定を受けた。
| #   | タイトル                                                                                      | 作詞 | 作曲              | 備考                             |
| --- | --------------------------------------------------------------------------------------------- | ---- | ----------------- | -------------------------------- |
| 1.  | 「意味/無/ジュニーク・ニコール」(Significance - Nothing - J’Nique Nicole)                     |      | 岡部啓一          | 歌 - ジュニーク・ニコール        |
| 2.  | 「遺サレタ場所/斜光」(City Ruins - Rays of Light)                                             |      | 岡部啓一          |                                  |
| 3.  | 「穏ヤカナ眠リ」(Peaceful Sleep)                                                              |      | 岡部啓一          |                                  |
| 4.  | 「砂塵ノ記憶」(Memories of Dust)                                                              |      | 高橋邦幸          |                                  |
| 5.  | 「生マレ出ヅル意思」(Birth of a Wish)                                                         |      | 岡部啓一          |                                  |
| 6.  | 「沈痛ノ色」(The Color of Depression)                                                         |      | 岡部啓一          |                                  |
| 7.  | 「遊園施設」(Amusement Park)                                                                  |      | 帆足圭吾          |                                  |
| 8.  | 「美シキ歌」(A Beautiful Song)                                                                |      | 帆足圭吾          |                                  |
| 9.  | 「還ラナイ声/ギター」(Voice of no Return - Guitar)                                            |      | 岡部啓一          |                                  |
| 10. | 「オバアチャン/破壊」(Grandma - Destruction)                                                  |      | 高橋邦幸 岡部啓一 |                                  |
| 11. | 「澱ンダ祈リ/暁風」(Faltering Prayer - Dawn Breeze)                                           |      | 帆足圭吾 岡部啓一 |                                  |
| 12. | 「エミール/ショップ」(Emil"s Shop)                                                            |      | 高橋邦幸 石濱翔   | 歌 - 門脇舞以                    |
| 13. | 「大切ナ時間」(Treasured Times)                                                               |      | 帆足圭吾          | 歌 - 石井咲希                    |
| 14. | 「曖昧ナ希望/氷雨」(Vague Hope - Cold Rain)                                                   |      | 帆足圭吾          |                                  |
| 15. | 「Weight of the World/English Version」(Weight of the World English Version - J’Nique Nicole) |      | 岡部啓一          | 作詞 / 歌 - ジュニーク・ニコール |

| #   | タイトル                                                                                       | 作詞 | 作曲              | 備考                                  |
| --- | ---------------------------------------------------------------------------------------------- | ---- | ----------------- | ------------------------------------- |
| 1.  | 「意味/河野万里奈/エミ・エヴァンス」(Significance - Marina Kawano - Emi Evans)                 |      | 岡部啓一          | 歌 - 河野万里奈 エミ・エヴァンス      |
| 2.  | 「遺サレタ場所/遮光」(City Ruins - Shade)                                                      |      | 岡部啓一          |                                       |
| 3.  | 「異形ノ末路」(End of the Unknown)                                                             |      | 岡部啓一          |                                       |
| 4.  | 「還ラナイ声/通常」(Voice of no Return - Normal)                                               |      | 岡部啓一          |                                       |
| 5.  | 「パスカル」(Pascal)                                                                           |      | 岡部啓一          | 歌 - 石井咲希                         |
| 6.  | 「森ノ王国」(Forest Kingdom)                                                                   |      | 帆足圭吾          |                                       |
| 7.  | 「全テヲ破壊スル黒キ巨人/怪獣」(Dark Colossus - Kaiju)                                         |      | 帆足圭吾 岡部啓一 |                                       |
| 8.  | 「複製サレタ街」(Copied City)                                                                  |      | 帆足圭吾          |                                       |
| 9.  | 「愚カシイ兵器：乙：甲」(Wretched Weaponry: Medium/Dynamic)                                    |      | 岡部啓一          |                                       |
| 10. | 「取リ憑イタ業病」(Possessed by Disease)                                                       |      | 岡部啓一          |                                       |
| 11. | 「割レタ心」(Broken Heart)                                                                     |      | 帆足圭吾          |                                       |
| 12. | 「愚カシイ兵器：丙」(Wretched Weaponry: Quiet)                                                 |      | 岡部啓一          |                                       |
| 13. | 「追悼」(Mourning)                                                                             |      | 岡部啓一          |                                       |
| 14. | 「依存スル弱者」(Dependent Weakling)                                                           |      | 高橋邦幸          |                                       |
| 15. | 「Weight of the World/壊レタ世界ノ歌」(Weight of the World Kowaretasekainouta - Marina Kawano) |      | 岡部啓一          | 作詞 - ヨコオタロウ / 歌 - 河野万里奈 |

| #   | タイトル                                                                                         | 作詞 | 作曲              | 備考                  |
| --- | ------------------------------------------------------------------------------------------------ | ---- | ----------------- | --------------------- |
| 1.  | 「再生ト希望」(Rebirth & Hope)                                                                   |      | 帆足圭吾          |                       |
| 2.  | 「戦争ト戦争」(War & War)                                                                        |      | 帆足圭吾 岡部啓一 |                       |
| 3.  | 「崩壊ノ虚妄」(Crumbling Lies - Front)                                                           |      | 帆足圭吾          |                       |
| 4.  | 「茫洋タル病」(Widespread Illness)                                                               |      | 帆足圭吾          |                       |
| 5.  | 「偽リノ城塞」(Fortress of Lies)                                                                 |      | 岡部啓一          |                       |
| 6.  | 「曖昧ナ希望/翠雨」(Vague Hope - Spring Rain)                                                    |      | 帆足圭吾          |                       |
| 7.  | 「イニシエノウタ/贖罪」(Song of the Ancients - Atonement)                                        |      | 岡部啓一          |                       |
| 8.  | 「幸セナ死」(Blissful Death)                                                                     |      | 岡部啓一          |                       |
| 9.  | 「エミール/絶望」(Emil - Despair)                                                                |      | 帆足圭吾 石濱翔   |                       |
| 10. | 「澱ンダ祈リ/星空」(Faltering Prayer - Starry Sky)                                               |      | 帆足圭吾 岡部啓一 |                       |
| 11. | 「顕現シタ異物」(Alien Manifestation)                                                            |      | 岡部啓一 帆足圭吾 |                       |
| 12. | 「「塔」」(The Tower)                                                                            |      | 岡部啓一          |                       |
| 13. | 「双極ノ悪夢」(Bipolar Nightmare)                                                                |      | 帆足圭吾          |                       |
| 14. | 「終ワリノ音」(The Sound of the End)                                                             |      | 帆足圭吾          |                       |
| 15. | 「Weight of the World/Nouveau-FR Version」(Weight of the World Nouveau - FR Version - Emi Evans) |      | 岡部啓一          | 歌 - エミ・エヴァンス |
| 16. | 「Weight of the World/the End of YoRHa」(Weight of the World the End of YoRHa)                   |      | 岡部啓一          | 歌 - YoRHa            |

『命にふさわしい』 通常版 / 初回生産限定盤（NieR盤）
amazarashiとのコラボレーションプロジェクト、『NieR：Automata meets amazarashi』によって作られたマキシシングル。2017年2月22日にソニー・ミュージックアソシエイテッドレコーズから発売された。初回限定盤（NieR盤）には『命にふさわしい』のMVと『NieR：Automata Movie 119450310』を収録したDVDのほか、オリジナル絵本『命にふさわしい』(作 - ヨコオタロウ / 絵 - 幸田和磨)と、ポッドスキン「amazarashiヘッド」のプロダクトコードが付属した。
『NieR：Automata Arranged & Unreleased Tracks』
本作の楽曲を使用したアレンジアルバム。2017年12月20日にスクウェア・エニックスより発売された。オリジナルサウンドトラックに未収録であった曲を収録したCD『Unreleased Tracks』を含む2枚組となっている。岡部啓一は監修を担当し、曲のアレンジは別のアーティストが行っている。
『Piano Collections NieR：Automata』
本作の楽曲をピアノアレンジして収録したアルバム。2018年4月25日にスクウェア・エニックスより発売された。発売の前日にはタワーレコード新宿店にて、発売記念イベントとしてヨコオタロウ・岡部啓一・帆足圭吾らによるトークショーなどが行われた。
『NieR：Automata Orchestral Arrangement Album』
本作の楽曲をオーケストラアレンジして収録したアルバム。2018年9月12日にスクウェア・エニックスより発売された。前作『ニーア ゲシュタルト/レプリカント』も同様のCDが発売されており、そちらのCDと合わせた『NieR Orchestral Arrangement Special Box Edition』（CD3枚組 豪華版BOX仕様）も発売されている。
『NieR Orchestral Arrangement Album Addendum』
シリーズ10周年記念として、本作と前作『ニーア ゲシュタルト/レプリカント』の楽曲をオーケストラアレンジして収録したアルバム。2020年3月25日にスクウェア・エニックスより発売された。早期購入特典「NieR Orchestral Arrangement Album Addendum Special Disc」には特典CD専用のアレンジ楽曲として、「顕現シタ異物（J'Nique Nicole Vocals）」「穏ヤカナ眠リ」「曖昧ナ希望（Emi Evans Vocals）」の3曲が収録されている。

### 音楽配信
『Glory to Metal (A Symphonic Metal Tribute to NieR：Automata)』
本作の楽曲をシンフォニックメタルでカバーしたミニアルバム。2018年2月27日に海外ネットレーベルのMateria Collectiveから配信が開始された。アルゼンチン出身のギタリストFerdkによる4曲が収録されている。

### Blu-ray
『NieR Music Concert ＆ Talk Live Blu-ray 滅ビノシロ 再生ノクロ』
『NieR Music Concert ＆ Talk Live 滅ビノシロ 再生ノクロ』の映像を収録したBlu-rayディスク。2016年12月14日にスクウェア・エニックスより発売された。
『NieR Music Concert Blu-ray≪人形達ノ記憶≫』
『人形達ノ記憶 NieR Music Concert』の映像を収録したBlu-rayディスク。2017年9月20日にスクウェア・エニックスより発売され、2018年6月6日からはPlayStation 4向け映像視聴アプリとしても配信されている。2017年5月5日公演の映像と台湾公演を含む全7公演の朗読劇の音声が収録されているほかに、朗読劇の台本がデジタルコンテンツとして収録されている。なお、初回先着特典には台湾公演と5月5日公演の朗読劇の台本が小冊子として付属した。
販売初週の売上は約1.5万枚を越え、2017年10月2日付けのオリコン週間BD総合ランキングで1位を獲得している。
『舞台ヨルハ【音楽劇 ヨルハVer1.2／舞台 少年ヨルハVer1.0 】』
『音楽劇 ヨルハVer1.2』の2018年2月12日の夜公演と『舞台 少年ヨルハVer1.0』の2018年2月12日の夜公演映像を収録した二枚組のBlu-rayディスク。2018年7月27日にILCAより発売された。通常版の他にプレミアムエディションがあり、後者には役者のブロマイドなどが付属する。
『NieR：Orchestra Concert 12018 【Blu-ray】』
2018年9月17日にパシフィコ横浜で開催されたオフィシャルコンサート『NieR Orchestra Concert 12018』の様子を収録したBlu-rayディスク。2019年2月27日にスクウェア・エニックスより発売された。発売に先駆け、2019年2月25日にTOHOシネマズ新宿で、翌26日にTOHOシネマズ日比谷にてトークセッション付きの上映会が開催された。

### レコード
『NieR：Automata Original Soundtrack Vinyl』
本作の楽曲を収録した2枚組のLPレコード。2017年12月20日にスクウェア・エニックスより発売された。パッケージイラストは『東京喰種トーキョーグール』で知られる石田スイが手がけている。前作『ニーア ゲシュタルト/レプリカント』も同様のレコードが発売されており、そちらのレコードと合わせた『NieR：Automata / NieR Gestalt & Replicant Original Soundtrack Vinyl Box Set』（4枚組）も発売されている。

### DLC
『NieR：Automata Ho229 Type-B』『NieR：Automata Ho229 Type-S』
PlayStation Storeにて無料配信されているPS4用カスタムテーマ。Type-Bは2Bを、Type-Sは9Sをそれぞれモデルにしている。これらは本来用意される予定は無かったが、UI・メカデザインを担当した木嶋が「個人的に欲しかったから」と自主的に制作。それが他のスタッフの目に付き、配信される流れとなった。
『3C3C1D119440927』
新規ステージでの戦闘と追加衣装を楽しめる有料ダウンロードコンテンツ。2017年5月2日に配信された。タイトルの「3C3C1D」は「3つのコロシアム、3つのコスチューム、1つの夢」の略称。
本編中で各地に存在していた「あやまりロボ」が守る扉の先へ行くことができるようになり、そこにある「コロシアム」での戦闘をクリアしていくことで2B、9S、A2それぞれの専用衣装を入手することができる。衣装は前作『ニーア ゲシュタルト/レプリカント』のキャラクターを模しており、2B用は「露出の多い女性の服」、9S用は「素朴な少年の服」、A2用は「世界を滅ぼした男の服」となっている。
『6C2P4A11868082』
『The End of YoRha Edition』に付属する無料ダウンロードコンテンツ。和風のコスチュームに加え、ファイナルファンタジーXIVやソウルキャリバーVIとのコラボに登場したコスチュームや、NieR Re[in]carnationに登場する「ママ」や「運送屋」を模したポッドスキンが追加される。

## テレビアニメ
2022年2月23日にニコニコ生放送で配信された「『NieR:Automata』5周年をゆる〜くお祝いする生放送」にて、テレビアニメ化が発表された。『NieR:Automata Ver1.1a』のタイトルで2023年1月より放送開始。ストーリーはA/Bルートに準拠したものであるが、随所の構成はゲーム版と異なるため、ほぼ別物となっている。
2023年1月22日、新型コロナウイルスの感染拡大により映像制作スケジュールに影響が生じたとして、第4話以降の放送および配信の延期が発表された。その後、第1話から第3話の再放送を挟み、2月19日より放送が再開された。しかし、3月19日に前述のものと同様の理由により、第9話以降の放送および配信が今一度延期されることが発表された。
2023年6月23日、第9話以降の4話を一挙放送する予定が告知され、告知通り残りの4話が7月23日より順次一挙放送された。
最終第12話の放送後には第2クールの制作決定が発表され、2024年7月から9月まで放送された。原作のC/D/Eルートに準拠したストーリーではあるがこれも原作とは若干異なっている。

### スタッフ（テレビアニメ）
- 原作 - 『NieR:Automata』（スクウェア・エニックス）[172]
- 企画 - 岩上敦宏、阿部隆二
- 監督 - 益山亮司[172]
- シリーズ構成 - ヨコオタロウ、益山亮司[172]
- スーパーバイザー - 齊藤陽介
- キャラクターデザイン・総作画監督 - 中井準[172]
- アクション監修・プロップデザイン - 橘駿[172]
- CGアクション監修 - 稲田正輝[172]
- Blender監修 - 川越崇弘、稲田正輝[172][172]
- 2Dワークス - 平賀みえ[172]
- 軍事考証 - 金子賢一[172]
- 美術監修 - 加藤浩[172]
- 美術監督 - 坂上裕文[172]
- 美術設定 - 高橋武之[172]
- 色彩設計 - 茂木孝浩[172]
- CGディレクター - 野間裕介[172]
- 撮影監督 - 青嶋俊明[172]
- 編集 - 三嶋章紀[172]
- 音響監督 - 長崎行男[172]
- 音楽 - MONACA[172]
- 音楽プロデューサー - 岡部啓一
- 音楽制作 - スクウェア・エニックス
- エグゼクティブ・プロデューサー - 三宅将典、木村康貴
- プロデューサー - 松本美穂、藤村智子
- アニメーションプロデューサー - 藤井翔太
- アニメーション制作 - A-1 Pictures[172]
- 製作 - 人類会議（アニプレックス、スクウェア・エニックス）[172]

### 主題歌（テレビアニメ）
「escalate」
Aimerによる第1クールオープニングテーマ。作詞はaimerrhythm、作曲は春尾ヨシダ、編曲は玉井健二、大西省吾。
「アンチノミー」
amazarashiによる第1クールエンディングテーマ。作詞・作曲は秋田ひろむ。
映像は麦畑で9Sの幻影を追いかける2Bを描くものだが、Chapter.6のみストーリーの展開に合わせ、リリィとその仲間のレジスタンスメンバーたちを描く特殊EDとなっている。
「ブラックボックス」
LiSAによる第2クールオープニングテーマ。作詞・作曲は秋田ひろむ。編曲は出羽良彰。
「灰ト祈リ」
GEMS COMPANYによる第2クールエンディングテーマ。作詞はヨコオタロウ、作曲・編曲は岡部啓一。
「Weight of the World / English Version」
J'Nique Nicoleによる第12話の挿入歌。作詞はJ'Nique Nicole、作曲・編曲は岡部啓一。

### 各話リスト
| 話数       | サブタイトル           | 脚本     | 絵コンテ                   | 演出                                | 作画監督 | 総作画監督                         | 初放送日      |
| ---------- | ---------------------- | -------- | -------------------------- | ----------------------------------- | --- | ---------------------------------- | ------------- |
| Chapter.1  | or not to [B]e         | 益山亮司 | 益山亮司                   | 益山亮司                            | 中井準 | -                                  | 2023年 1月8日 |
| Chapter.2  | city e[S]cape          | 益山亮司 | 益山亮司                   | 髙橋さつき                          | 大橋勇吾 市川敬三 吉田南 松田萌 伊藤美奈 川上哲也 杉生祐一 伊澤珠美 林子皓 真壁誠 樋口香里                                                                                     | 中井準                             | 1月15日       |
| Chapter.3  | break ti[M]e           | 益山亮司 | 長屋誠志郎                 | マドカコウスケ 松尾優希             | 杉生祐一 宗圓祐輔 伊藤美奈 樋口香里 | 中井準                             | 1月22日       |
| Chapter.4  | a mountain too [H]igh  | 森町やこ | 松本顕吾 阿久津徹也        | 河野亜矢子                          | ボウズ Berkant Dumlu 川上哲也 杉生祐一 真壁誠 駿 樋口香里 伊藤美奈 松田萌 宗圓祐輔 大橋勇吾 市川敬三 林子皓 片所友子                                                           | 中井準                             | 2月19日       |
| Chapter.5  | mave[R]ick             | 金田一明 | 髙橋さつき                 | 髙橋さつき                          | 染谷友梨花 林子皓 LEE SANG-MIN 伊藤美奈 吉田南 真壁誠 樋口香里 | 中井準                             | 2月26日       |
| Chapter.6  | [L]one wolf            | 渡辺雄介 | 石井俊匡                   | 石井俊匡                            | 川上哲也 杉生祐一 伊澤珠美 伊藤美奈 鳥越塁貴 竹田茜 樋口香里 真壁誠 LEE SANG-MIN 大橋勇吾 浜津武広 林子皓 染谷友梨花                                                           | 中井準                             | 3月5日        |
| Chapter.7  | [Q]uestionable actions | 森町やこ | 益山亮司 伊藤智彦 松尾優希 | マドカコウスケ                      | 村松尚雄 靏田尚見 小川莉奈 市川敬三 笹川弥幸 片所友子 伊藤美奈 樋口香里 真壁誠 杉生祐一 林子皓 吉田南                                                                          | 中井準 川上哲也                    | 3月12日       |
| Chapter.8  | aji wo [K]utta ?       | 金田一明 | 伊藤智彦                   | 吉村朝陽 伊藤智彦                   | 伊澤珠美 染谷友梨花 樋口香里 真壁誠 松田萌 LEE SANG-MIN | 中井準                             | 3月19日       |
| Chapter.9  | hun[G]ry for Knowledge | 金田一明 | 鎌倉由美 益山亮司          | 山口勇                              | 大橋勇吾 林子皓 浜津武広 LEE SANG-MIN 染谷友梨花 樋口香里 Kidi | 中井準                             | 7月23日       |
| Chapter.10 | over[Z]ealous          | 渡辺雄介 | 宗廣智行 益山亮司          | 堂山卓見                            | 杉生祐一 伊藤美奈 林子皓 宗圓祐輔 鳥越塁貴 真壁誠 浜津武広 LEE SANG-MIN | 中井準                             | 7月23日       |
| Chapter.11 | head[Y] battle         | 益山亮司 | 渡部隠寛                   | 松本顕吾 木村佳嗣 粂田佳之 吉村朝陽 | 浜津武広 樋口香里 伊藤美奈 市川敬三 LEE SANG-MIN 伊澤珠美 Kidi 杉生祐一 松田萌 松本顕吾 相音光 滝山真哲                                                                        | 中井準                             | 7月23日       |
| Chapter.12 | flowers for m[A]chines | 益山亮司 | 髙橋さつき 益山亮司        | 髙橋さつき 益山亮司                 | 杜野都 小川莉奈 杉生祐一 浜津武広 樋口香里 伊藤美奈 LEE SANG-MIN 染谷友梨花 林子皓 真壁誠 松田萌 吉田南 楊鋭 陳婷婷 相音光 滝山真哲 茂木眞一 山本祐子                          | 中井準                             | 7月23日       |
| Chapter.13 | reckless bra[V]ery     | 益山亮司 | 益山亮司                   | 粂田佳之                            | 大橋勇吾 杜野都 染谷友梨花 杉生祐一 松井アキラ | 中井準                             | 2024年 7月5日 |
| Chapter.14 | mission [F]ailed       | 益山亮司 | 益山亮司                   | 白石佳祐 渡真利晃喜                 | 伊藤美奈 樋口香里 LEE SANG-MIN yorun42 松原一之 杜野都 杉生祐一 松田萌 松井アキラ                                                                                              | 中井準                             | 7月12日       |
| Chapter.15 | no [I] in team         | 益山亮司 | 松本顕吾                   | 粂田佳之                            | 真壁誠 李睿杰 宗圓裕輔 杉浦ゆとり 樋口香里 大橋勇吾 Kidi LEE SANG-MIN 松井アキラ 上海樊特姆動画                                                                                | 中井準                             | 7月19日       |
| Chapter.16 | broken [W]ings         | 渡辺雄介 | 髙橋さつき                 | 髙橋さつき                          | 松田萌 染谷友梨花 臼井篤史 市橋雄一 曾品喬 蔣平翊 洪宜安 何褘章 日堯 豪D 劉玟萱 孫弘志 齋藤悠 米澤篤 橋元快斗 佐藤綾香 松井アキラ                                              | 中井準                             | 7月26日       |
| Chapter.17 | bad [J]udgment         | 渡辺雄介 | 石井俊匡                   | 石井俊匡                            | 伊藤美奈 杉生祐一 福田健人 樋口香里 李睿杰 杜野都 LEE SANG-MIN 福世真奈美 臼井篤史 大橋勇吾 真壁誠 宗圓裕輔 松原一之 三浦里菜 松井アキラ 上海樊特姆動画                        | 中井準                             | 8月2日        |
| Chapter.18 | chil[D]hood's end      | 金田一明 | マドカコウスケ             | マドカコウスケ                      | 福世真奈美 伊藤美奈 三浦里菜 細田沙織 李睿杰 陳晟 杉生祐一 yorun42 陳婷婷 加拿大鵝 二瓶令暁 杉浦ゆとり 樋口香里 杜野都 LEE SANG-MIN 三腰航平 松井アキラ 光の園・アニメーション | 中井準 宗圓裕輔                    | 8月9日        |
| Chapter.19 | corru[P]tion           | 森町やこ | 仲野良 小原正和 益山亮司   | 仲野良 石栗和弥 マササ・伊藤        | 真壁誠 福田健人 杉浦ゆとり 松田萌 松原一之 蔣平翊 洪宜安 何褘章 孫弘志 陳婷婷 謝佳佳 市川敬三 杉生祐一 樋口香里 李睿杰 染谷友梨花 松井アキラ                                   | 中井準 yorun42                     | 8月23日       |
| Chapter.20 | deb[U]nked             | 金田一明 | 川並卓弘 益山亮司          | 濱崎徹                              | 戸髙真希 中岡響香 中尾彩香 髙阪花世 安岡幸恵 山本真夕子 原田ゆうか 二瓶令暁 三浦綾華 神本兼利 HONG NHUNG 王渝 欧文莹侠 叶昌 沈珞丙 张曦萦 富春 王瑞浩                          | 中井準 LEE SANG-MIN yorun42        | 8月30日       |
| Chapter.21 | [N]o man's village     | 森町やこ | 篠原准 益山亮司            | 嵯峨敏                              | 伊藤美奈 杜野都 大橋勇吾 市川敬三 李睿杰 樋口香里 松原一之 市橋雄一 斉藤亮 細田沙織 洪宜安 孫弘志 陳婷婷 王世林 加拿大鵝 松井アキラ 上海樊特姆動画 しびと                      | 中井準 LEE SANG-MIN 真壁誠         | 9月6日        |
| Chapter.22 | just y[O]u and me      | 渡辺雄介 | 横山和基                   | 横山和基                            | 福世真奈美 森悦史 杉生祐一 福田健人 久松沙紀 松田萌 杉浦ゆとり 久保山誠士 靏田尚見                                                                                             | 中井準 yorun42 真壁誠              | 9月13日       |
| Chapter.23 | meaningless [C]ode     | 益山亮司 | 山口勇 益山亮司            | 山口勇 川並卓弘 澤田樹              | 三浦里菜 降矢瑞生 臼井篤史 杉浦ゆとり 髙瀬さやか 植竹康彦 山本祐子 さのえり 萩尾圭太 松田剛吏 渡邊敬介 後藤望 石川智美 洪宜安 孫弘志 HONG NHUNG                                | 中井準 LEE SANG-MIN 真壁誠         | 9月20日       |
| Chapter.24 | the [E]nd of YoRHa     | 益山亮司 | 益山亮司                   | 粂田佳之 石栗和弥 益山亮司          | 伊藤美奈 李睿杰 松田萌 洪宜安 孫弘志 福田健人 杉浦ゆとり 細田沙織 杜野都 陳婷婷 章笔人 驚樓 松原一之 陳晟 大橋勇吾 杉生祐一 久保山誠士 福世真奈美 稲田正輝 樋口香里 益山亮司   | 中井準 yorun42 LEE SANG-MIN 真壁誠 | 9月27日       |

### 放送局
| 放送期間                | 放送時間                     | 放送局       | 対象地域   | 備考                  |
| ----------------------- | ---------------------------- | ------------ | ---------- | --------------------- |
| 2023年1月8日 - 3月19日  | 日曜 0:00 - 0:30（土曜深夜） | TOKYO MX     | 東京都     |                       |
|                         |                              | とちぎテレビ | 栃木県     |                       |
|                         |                              | 群馬テレビ   | 群馬県     |                       |
|                         |                              | BS11         | 日本全域   | BS放送 / 『ANIME+』枠 |
| 2023年1月10日 - 3月21日 | 火曜 1:59 - 2:29（月曜深夜） | 読売テレビ   | 近畿広域圏 | 『MANPA』第1部        |
| 2023年1月11日 - 3月22日 | 水曜 1:59 - 2:29（火曜深夜） | 福岡放送     | 福岡県     |                       |
|                         | 水曜 2:27 - 2:57（火曜深夜） | 中京テレビ   | 中京広域圏 |                       |
| 2023年1月13日 - 3月24日 | 金曜 2:29 - 2:59（木曜深夜） | 札幌テレビ   | 北海道     |                       |
| 2023年1月14日 - 3月25日 | 土曜 22:00 - 22:30           | アニマックス | 日本全域   | 衛星放送              |

| 放送期間                                                | 放送時間                     | 放送局       | 対象地域   | 備考           |
| ------------------------------------------------------- | ---------------------------- | ------------ | ---------- | -------------- |
| 2023年7月23日                                           | 日曜 19:00 - 21:00           | TOKYO MX     | 東京都     |                |
|                                                         |                              | とちぎテレビ | 栃木県     |                |
|                                                         |                              | BS11         | 日本全域   | BS放送         |
| 2023年7月24日                                           | 月曜 0:30 - 2:30（日曜深夜） | 群馬テレビ   | 群馬県     |                |
| 2023年7月31日 - 8月21日                                 | 月曜 2:00 - 2:30（日曜深夜） | 札幌テレビ   | 北海道     |                |
| 2023年8月7日 - 8月28日                                  | 月曜 1:50 - 2:20（日曜深夜） | 福岡放送     | 福岡県     |                |
| 2023年9月8日 - 9月29日                                  | 金曜 2:04 - 2:34（木曜深夜） | 中京テレビ   | 中京広域圏 |                |
| 2024年6月4日 - ６月25日                                 | 火曜 2:59 - 3:29（月曜深夜） | 読売テレビ   | 近畿広域圏 | 『MANPA』第3部 |
| TOKYO MX・とちぎテレビ・群馬テレビ・BS11は4話一挙放送。 |                              |              |            |                |

| 配信開始日    | 配信時間                   | 配信サイト |
| ------------- | -------------------------- | --- |
| 2023年1月8日  | 日曜 0:30（土曜深夜） 更新 | DMM TV dアニメストア （本店・for Prime Video・ニコニコ支店） |
| 2023年1月10日 | 火曜 12:00 更新            | FOD ABEMAプレミアム U-NEXT アニメ放題 バンダイチャンネル Hulu Amazon Prime Video ニコニコチャンネル TELASA J:COMオンデマンド auスマートパスプレミアム みるプラス WOWOWオンデマンド ビデオマーケット music.jp GYAO!ストア |
|               | 火曜 23:30 - 水曜 0:00     | ニコニコ生放送 |
| 2023年1月14日 | 土曜 0:00（金曜深夜） 更新 | マンガUP! |

| 放送期間                | 放送時間                     | 放送局       | 対象地域   | 備考                  |
| ----------------------- | ---------------------------- | ------------ | ---------- | --------------------- |
| 2024年7月5日 - 9月27日  | 金曜 23:30 - 翌0:00          | TOKYO MX     | 東京都     |                       |
|                         |                              | とちぎテレビ | 栃木県     |                       |
|                         |                              | 群馬テレビ   | 群馬県     |                       |
|                         |                              | BS11         | 日本全域   | BS放送 / 『ANIME+』枠 |
| 2024年7月9日 - 10月1日  | 火曜 2:29 - 2:59（月曜深夜） | 読売テレビ   | 近畿広域圏 | 『MANPA』第2部        |
| 2024年7月10日 - 10月2日 | 水曜 1:57 - 2:27（火曜深夜） | 中京テレビ   | 中京広域圏 |                       |
|                         | 火曜 1:59 - 2:29（月曜深夜） | 福岡放送     | 福岡県     |                       |
| 2024年7月12日 - 10月4日 | 金曜 2:29 - 2:59（木曜深夜） | 札幌テレビ   | 北海道     |                       |
| 2024年8月10日 -         | 土曜 22:00 - 22:30           | アニマックス | 日本全域   | 衛星放送              |

| 配信開始日    | 配信時間                     | 配信サイト |
| ------------- | ---------------------------- | --- |
| 2024年7月6日  | 土曜 0:00（金曜深夜） 更新   | DMM TV dアニメストア（本店・for Prime Video・ニコニコ支店）                                                                                                 |
| 2024年7月8日  | 月曜 12:00 更新              | FOD ABEMAプレミアム U-NEXT アニメ放題 バンダイチャンネル Hulu Amazon Prime Video ニコニコチャンネル WOWOWオンデマンド ビデオマーケット music.jp GYAO!ストア |
|               | 月曜 23:30 - 翌0:00          | ニコニコ生放送 |
| 2024年7月9日  | 火曜 0:00（月曜深夜） 更新   | J:COMオンデマンド TELASA auスマートパスプレミアム みるプラス                                                                                                |
|               | 火曜 3:00 - 3:30（月曜深夜） | TVer |
| 2024年7月11日 | 木曜 0:00（水曜深夜） 更新   | マンガUP! |

### BD / DVD
| 巻   | 発売日         | 収録話          | 規格品番     | 規格品番     |
| 巻   | 発売日         | 収録話          | BD           | DVD          |
| ---- | -------------- | --------------- | ------------ | ------------ |
| BOX1 | 2024年3月27日  | 第1話 - 第12話  | ANZX-16681/6 | ANZB-16681/6 |
| BOX2 | 2024年12月25日 | 第13話 - 第24話 | ANZX-17631/6 | ANZB-17631/6 |

### 人形劇
『にんぎょうげき にーあ おーとまた』のタイトルで20話までの本編終了後に放送された、実写の人形などを中心とする短編映像。ゲーム作中の小ネタや、FからZのバッドエンド描写を模したパロディとなっている。10話・18話はスペシャル版という体で、放送尺が若干拡大されている。
| 話数   | サブタイトル                         | 初放送日      |
| ------ | ------------------------------------ | ------------- |
| 第1話  | 2Bト9S                               | 2023年 1月8日 |
| 第2話  | とりあつかいちゅうい                 | 1月15日       |
| 第3話  | いのしかちょう                       | 1月22日       |
| 第4話  | われら「だいじゅうさんえいせいきち」 | 2月19日       |
| 第5話  | L3+R3                                | 2月26日       |
| 第6話  | あだむといゔ                         | 3月5日        |
| 第7話  | ぱすかる きょうしつ                  | 3月12日       |
| 第8話  | あじのおあじ                         | 3月19日       |
| 第9話  | Tしゃつのすゝめ                      | 7月23日       |
| 第10話 | さけはのんでものまれるな             | 7月23日       |
| 第11話 | ずいこうしえんゆにっと               | 7月23日       |
| 第12話 | ないんず                             | 2024年 7月5日 |
| 第13話 | そこまでとします！                   | 7月12日       |
| 第14話 | ろっかーにごようじん                 | 7月19日       |
| 第15話 | かくれんぼ                           | 7月26日       |
| 第16話 | さけはのんでものまれるな２           | 8月2日        |
| 第17話 | ぱすかるきょうし２                   | 8月9日        |
| 第18話 | もちろんデボル・ポポルは…            | 8月23日       |
| 第19話 | ずいこうしえんゆにっと               | 8月30日       |

## メディアミックス
ここでは、テレビアニメ以外のメディアミックスについて記述する。

### 舞台

#### ヨルハ
原作 - ヨコオタロウ / 演出 - まつだ壱岱 / 脚本 - 麻草郁 / 音楽 - 岡部啓一(MONACA) / 制作 - アリスインプロジェクト
キャスト - 遠藤瑠香、船岡咲、岸田麻佑、宮島小百合、相田瑠菜、蒼井ちあき、橘花もこ、櫻井珠希、舞原鈴
本作中で語られた「真珠湾降下作戦」にスポットを当てた舞台演劇。2014年10月1日から10月5日にかけて、池袋・シアターKASSAIにて上演された。

#### ヨルハ Ver.1.1
原作 - ヨコオタロウ / 演出 - まつだ壱岱 / 脚本 - 麻草郁 / 音楽 - 岡部啓一(MONACA) / 制作 - ASSH、アリスインプロジェクト、ILCA
キャスト - 遠藤瑠香、船岡咲、岸田麻佑、なあ坊豆腐＠那奈、玉川来夢、伊藤梨沙子、山本萌花、柴小聖
上記した舞台「ヨルハ」の再演版。2015年5月25日から5月31日にかけて新宿村LIVEにて上演。初演キャストを集めた「アルファ部隊」と、新キャストを集めた「デルタ部隊」という、ふたつのチームによるダブルキャストで演じられた。

#### 音楽劇 ヨルハ Ver1.2
原作 - ヨコオタロウ / 演出 - 松多壱岱 / 脚本 - ヨコオタロウ、麻草郁 / 音楽 - 岡部啓一(MONACA) / 主催 - 音楽劇ヨルハ製作委員会
キャスト - 石川由依、田中れいな、持田千妃来、花奈澪、舞川みやこ、石川凜果、兼田いぶき、雛形羽衣、橘杏、内田眞由美、黒木美紗子、野村真由美、清水凜、鈴木桃子、荒井愛花
歌唱 - エミ・エヴァンス、河野万里奈 / ギター - 後藤貴徳 / ピアノ - 川治恵美 / ヴァイオリン - 島田光理
舞台「ヨルハ」の再々公演版。「音楽劇」と銘打たれているとおり、演出に生演奏が追加されているのが特徴。シナリオ内容は「ヨルハ」をベースにしているが、新キャラクターの追加などの再構成が行われている。キャッチコピーは「命ヲ、殺セ。」。2018年2月9日から13日にかけてTHEATRE1010にて全8公演が上演され、2018年2月12日の夜公演はニコニコ生放送での有料配信も行われた。

#### 舞台 少年ヨルハ Ver1.0
原作・脚本 - ヨコオタロウ / 演出 - 谷碧仁 / 音楽 - 岡部啓一(MONACA) / 主催 - 舞台少年ヨルハ製作委員会
キャスト - 斎藤直紀、村田恒、寺坂尚呂己、植田慎一郎、土井裕斗、小栗諒、荘司真人、インコさん、増田朋弥、田邉俊喜、菊田大輔
本作のスピンオフ作品。完全新作のオリジナルストーリーとなっており、『ニーア オートマタ』に登場したキャラクター・「9S」のプロトタイプにあたる男性型ヨルハ機体「九号」の物語が描かれる。キャッチコピーは「魂ヲ、撃テ。」。2018年1月31日から2月4日にかけて六行会ホールにて全9公演が上演され、千秋楽となる2018年2月4日の夜公演はニコニコ生放送での有料配信も行われた。

#### 舞台 ヨルハ Ver1.3a
原作・脚本 - ヨコオタロウ / 演出 - 松多壱岱 / 音楽 - 岡部啓一(MONACA) / 制作 - 舞台ヨルハVer1.3a製作委員会
キャスト - 宮城紘大、綾切拓也、木村優良、小南光司、紅葉美緒、松原凛、古賀瑠、菅野勇城、神坐慶、矢野たけし、笠原織人、佐藤智広、田中宏輝、須賀京介
ギター - 後藤貴徳 / ヴァイオリン - 白須今 / パーカッション - 福岡高次
「音楽劇ヨルハ Ver1.2」のアレンジ版。女性キャストのみで演じられた「音楽劇ヨルハ Ver1.2」に対して、こちらはキャストが全て男性に置き換わっているほか、『ドラッグオンドラグーン3』のキャラクター・アコールが登場するなどの違いがある。キャッチコピーは「絶望ヲ、砕ケ。」。国内二箇所での公演が実施されており、東京公演は2019年7月4日から7月7日にかけてサンシャイン劇場で、大阪公演は2019年7月11日から7月14日にかけてサンケイホールブリーゼで上演された。また、このうち7月6日公演回はニコニコ生放送での有料配信も行われた。

#### 舞台 ヨルハ Ver1.3aa
原作・脚本 - ヨコオタロウ / 演出 - 松多壱岱 / 音楽 - 岡部啓一(MONACA) / 制作 - 舞台ヨルハVer1.3aa製作委員会
キャスト - 宮城紘大、綾切拓也、木村優良、小南光司、紅葉美緒、黒貴、古賀瑠、菅野勇城、神坐慶、矢野たけし、笠原織人、佐藤智広、田中宏輝、須賀京介
ギター - 後藤貴徳 / ヴァイオリン - 白須今 / パーカッション - 福岡高次
「ヨルハ Ver1.3a」の凱旋公演版。2020年3月12日から3月15日にかけて、渋谷区文化総合センター大和田での公演を予定していたが、2019新型コロナウイルス感染拡大の影響を受けて2020年3月1日に開催中止が発表され、無観客公演版を2020年3月29日にニコニコ生放送にて行われる「【ニーア10周年】オケコン・舞台・トーク無理やり10時間やっちゃう生放送」において配信することとなった。

#### 舞台少女ヨルハ Ver1.1a
原作・脚本 - ヨコオタロウ / 演出 - 松多壱岱 / 音楽 - 岡部啓一(MONACA) / 制作 - 舞台ヨルハ製作委員会 / 協力 - スクウェア・エニックス
キャスト - 大西桃香、青木志貴、小泉萌香、園田あいか、谷口めぐ、松田彩希、鶴見萌、野口真緒、関谷真由、二瓶有加、春咲暖
ヴァイオリン - 島田光理、百合香 / ビオラ - 青柳萌 / チェロ - 大浦萌 / ピアノ - 平田優奈 / コーラス - Marie Kocho、五阿弥ルナ
「舞台 少年ヨルハ Ver1.0」を女性型に置き換えたアレンジ版。女性型ヨルハ機体「九号」を中心に、女性型モデルF部隊の模様が繰り広げられる。2020年12月3日から6日まで、東京建物 Brillia HALLにて全8公演を上演。ニコニコ生放送で有料配信も行われた。また、2020年12月5日公演のアフタートークにて、原作者のヨコオタロウから、少女ヨルハVer1.1aの終演をもって、舞台ヨルハシリーズが終了することが告げられた。

### コンサート

#### NieR Music Concert ＆ Talk Live 滅ビノシロ 再生ノクロ
『NieR』シリーズ初のオフィシャルコンサート。2016年4月16日にEX THEATER ROPPONGIで開催され、ニコニコ生放送での有料配信も行われた。主な演奏楽曲は前作『ニーア ゲシュタルト/レプリカント』のものとなっており、本作からは「取リ憑イタ業病」と「Weight of the World / English Version」の2曲が披露された。また、ゲストとして2B役の石川由依が登壇。2B・9S・A2のキャストの発表もこの場で行われた。

#### 人形達ノ記憶 NieR Music Concert
『ニーア オートマタ』が主体となっているコンサート。国内では2017年4月23日から同年5月5日にかけて、全5公演が東京と大阪の二つの会場を使って上演。海外では台湾にて、2017年8月28日と29日の間に全3公演が上演された。国内公演の千秋楽である5月5日の公演のみ、ニコニコ生放送での有料配信も行われた。
コンサートには楽曲の演奏の他に、主要キャストによる朗読劇が演目として盛り込まれた。これは各公演で登壇するキャストが違うこともあり、全て内容が異なっている。5月5日夜公演の朗読劇ではEエンディングのその後の物語が描かれたが、これについて脚本を担当したヨコオは、「前作では設定資料集で本編のその後を描いたので、今作でもそういったことをしようと考えた」という旨の発言をしている。
2018年には公演の様子を収録したBlu-rayディスクが販売されたほか、同年6月6日には前述したBDの内容を元に、PlayStation 4向けの映像視聴アプリも制作・販売された。

#### NieR Orchestra Concert 12018
『NieR』シリーズ初のオーケストラコンサート。2018年9月17日にパシフィコ横浜の国立大ホールで開催され、指揮者は大井剛史、演奏は神奈川フィルハーモニー管弦楽団が担当した。2部構成となっており、前半では前作『ニーア ゲシュタルト/レプリカント』の、後半では本作の楽曲が演奏された。ニコニコ生放送での有料配信も行われた。

#### Billboard Live meets NieR Music
『NieR』シリーズ9周年を記念して行われたオフィシャルライブ。2019年5月11日と12日の二日間にかけて、Billboard Live TOKYOにて開催された。

#### NieR:Theatrical Orchestra 12020
『NieR』シリーズの10周年を記念したコンサート。2020年3月28日と29日の東京公演（会場は東京国際フォーラムのホールA、演奏は東京を神奈川フィルハーモニー管弦楽団、指揮は大井剛史）と、同年4月25日の大阪公演（会場は大阪府立国際会議場、演奏は大阪交響楽団、指揮は東京公演と同じく大井剛史）を予定していたが、両公演とも2019新型コロナウイルス感染拡大の影響を受け、東京公演は2020年2月28日に、大阪公演は同年3月27日に開催中止が発表された。
このうち東京公演については2020年3月29日にニコニコ生放送にて行われた「【ニーア10周年】オケコン・舞台・トーク無理やり10時間やっちゃう生放送」において、無観客公演の映像を配信した。

#### NieR:Automata FAN FESTIVAL 12022 壊レタ5年間ノ声
『NieR:Automata』発売5周年を記念し行われたイベント。2022年11月25日と26日に計3公演が東京ガーデンシアターにて行われた。開発陣・声優陣によるトークステージと、楽曲の演奏と声優陣による朗読劇が行われるコンサートステージの2部構成で、トークステージは全公演Youtubeで無料配信され、コンサートステージはニコニコ生放送にて、26日夜公演が有料配信された。

### 漫画

#### ヨルハ 真珠湾降下作戦記録
原作・監修 - ヨコオタロウ / 漫画 - 空路恵
音楽劇ヨルハのコミカライズ版。2020年12月26日より2024年5月11日までマンガUP!にて連載。単行本は全4巻。

### カラオケ配信
JOYSOUNDにて2017年11月16日から全7曲が配信されており、歌唱中の映像には特別に編集された専用のものが使用されるようになっている。
カラオケ配信曲一覧
1. Weight of the World/English Version
2. Weight of the World/壊レタ世界ノ歌
3. Weight of the World/Nouveau-FR Version
4. 遊園施設
5. パスカル
6. 生マレ出ヅル意思
7. エミール/ショップ 鼻歌＋適当 Ver.

### コラボレーション

#### NieR:Automata meets amazarashi
ロックバンドのamazarashiと本作のコラボレーションプロジェクト。詳細は「命にふさわしい」を参照。

#### 『NieR:Automata』×“SQUARE ENIX CAFE”
スクウェア・エニックス公式カフェとのコラボレーション。2017年2月20日から3月24日までの間、同カフェの装飾が本作のイラストを使用した特別仕様になり、オリジナルメニューの提供や限定グッズの販売などが行われた。
また、後に反響を受けて第2弾コラボも実施。メニューを一新し、2017年4月22日から5月19日にかけて開催された。
2018年1月27日から3月2日にかけて開催された第3期コラボは「NieRシリーズ」とのコラボという形が採られ、秋葉原にあるSQUARE ENIX CAFEでは『ニーア ゲシュタルト/レプリカント』の、大阪梅田のSQUARE ENIX CAFE OSAKAでは『ニーア オートマタ』のコラボが開催された。

#### SuperGroupiesコラボ商品
アパレルブランドのSuperGroupiesとNieRシリーズのコラボレーション商品群。2020年9月に腕時計や鞄などの小物類が、同年10月に第2弾としてアウターやシューズなどの予約販売が行われた。

#### 他作品とのコラボレーション
- ファイナルファンタジーXV - 同作の主人公ノクティスが使用している武器「エンジンブレード」が、本作で使用できる武器として登場。装備中はダメージ表示がFFXV調のものになり、回避エフェクトも専用のものに変化する[217]。また、『FFXV』の2017年2月20日のアップデートでは、カーステレオなどで再生できる楽曲として本作から「イニシエノウタ/運命」と「Weight of the World」の2曲が追加された[218]。
- ドラゴンクエストシリーズ - 同シリーズに登場する武器「ひのきの棒」が、本作で使用できる武器として登場。装備中はダメージ表示と宝箱の見た目がドラクエ調のものに変化する[219]。
- モンスターハンター フロンティアZ - 本作とのコラボ衣装・武具が登場するほか、限定クエストの配信も行われた[220]。
- ファンタシースターオンライン2 - コラボガチャが実施され、2B・9S・A2になりきれる衣装や、本作に登場した武器・アクションなどが提供された[221]。そのほかに、ゲーム内チャットのキーワードプレゼントとしてエミールヘッドアクセサリーが配布された[222]。
- ヴァルキリーアナトミア -ジ・オリジン- - 期間限定キャラクターとしてが2B参戦。また、限定装備として「白の契約：レプリカ」も登場した[223]。
- グラビティデイズ2 - 同作品の主人公「キトゥン」の着せ替え衣装として、本作の主人公「2B」の衣装が無料で配信された[224]。
- みんなでスペランカーZ - ゲーム内アイテムとして、2B・9S・A2の衣装と、エミールヘッドが登場した[225]。
- シノアリス - ヨコオタロウ書き下ろしのシナリオによるイベントクエストの開催と、ログインボーナスとして「2B/ブレイカー」の無料配布、そして（前述のものとは衣装・性能が異なる）2B・9S・A2・エミールが登場するコラボガチャが実施された[226]。
- LORD of VERMILION IV - 同作で使用する使い魔カードとして、2B・9S・A2が登場することが発表されている[227]。
- サーヴァントオブスローンズ - 本作とコラボを行い、同作内に2B・9S・A2が登場することが発表されている[228]。
- スターオーシャン:アナムネシス - コラボ限定キャラクターとして2B・9S・A2が登場。同キャラクターの排出率が高く設定されているガチャが設置されたほか、期間限定イベントの報酬として本作内で使用されている武器が登場した[229]。
- ブレイブリーデフォルト フェアリーズエフェクト - 本作とのコラボをイベントを開催し、同ゲーム内で使用できる装備として頭装備「エミールの被り物」が配布されたほか、2B・9Sになりきることができる限定装備も登場した[230]。
- ソウルキャリバーVI - 同作の有料DLC第2弾で本作のキャラクター・2Bがプレイアブルキャラクターとして実装された[231]。
- 刀使ノ巫女 刻みし一閃の燈火 - 同作内で本作とコラボした限定ガチャやイベントが実施され、本作の衣装を身に纏った『刀使ノ巫女』のキャラクターが登場したほか、同作内のサポートキャラクターとして2Bや9Sが登場した[232]。
- ファイナルファンタジーXIV  - 2019年10月29日に行われた同作の大型アップデートパッチ5.1「白き誓約、黒き密約」にて、本作とコラボしたアライアンスレイドダンジョン「YoRHa: Dark Apocalypse」が実装された[233]。
- ゴシックは魔法乙女  - 2019年11月19日から期間限定のコラボイベントが開催され、ヨコオタロウ監修の新録ボイス付きオリジナルストーリーや、コラボガチャが登場した[234]。
- Shadowverse - 2020年5月21日からコラボレーションキャンペーンが開催され、特別ログインボーナスやリーダースキンの販売が行われた[235]。
- プロジェクト東京ドールズ - 2020年9月30日から同年10月30日にかけてコラボレーションイベントの開催が予定されている[236]。
- WAR OF THE VISIONS ファイナルファンタジー ブレイブエクスヴィアス 幻影戦争 - 2020年12月23日から期間限定のコラボレーションイベントが行われ、コラボキャラクターとして2Bと9Sが登場する[237]。
- ニーア リィンカーネーション - 2021年2月18日から配信予定の同作品にて、配信同日から本作とのコラボレーションが行われ、コラボキャラクターとして2B・9S・A2が登場することが発表されている[238]。
- とある魔術の禁書目録 幻想収束 - 2021年5月1日から本作シリーズとコラボした限定ガチャやイベントが実施され、「2B」「A2」「カイネ」「ヨナ」「ニーア」の衣装を身に纏った『とある魔術の禁書目録』のキャラクターが登場した[239]。
- パニシング：グレイレイヴン - 2022年11月26日より期間限定コラボ章「寄波の残響」が実装。7日間ログインボーナスとして9S、特定のアイテム交換でA2、コラボガチャで2Bが入手可能。14日間ログインボーナスで9S専用塗装「素朴な少年の服」、特定のアイテム交換でA2専用塗装「世界を滅ぼした男の服」、特別塗装パック購入で2B専用塗装「露出の多い女性の服」が入手可能。
- グランブルーファンタジー ヴァーサス -ライジング- - 2024年2月から行なわれるコラボイベントにて、2Bが追加キャラクターとして登場する[240]。BGMは主題歌のアレンジである「Weight of the World（GBVS Version）」を起用している。
- Stellar Blade - 2024年11月20日のアップデートにより、作中にエミールショップが登場。また、このショップ限定で2B、A2、9S、エミールのマスクといったコラボ衣装を購入することができる。